# Storie di Alan Ford
Qui di seguito sono elencate le storie di Alan Ford uscite finora.

## Serie principale
| N.  | Titolo                                                   | Prima pubblicazione         | Prima pubblicazione | Prima pubblicazione | Ristampe | Note | Disegni di:                             | Chine di:                                  | Colori di:                                   |
| N.  | Titolo                                                   | Testata                     | N.                  | Data                | Ristampe | Note | Disegni di:                             | Chine di:                                  | Colori di:                                   |
| --- | -------------------------------------------------------- | --------------------------- | ------------------- | ------------------- | --- | --- | --------------------------------------- | ------------------------------------------ | -------------------------------------------- |
| 1   | Il gruppo TNT                                            | Alan Ford                   | 1                   | Maggio 1969         | - Alan Ford Gruppo TNT n.1 - Alan Ford TNT Gold n.1 - Alan Ford colore n.1 - Alan Ford n.359 - Alan Ford TNT Edition n.1 - Alan Ford Supercolor Edition n.1 - Alan Ford tutto a colori n.1 - Alan Ford tutto a colori n.1 (ristampa) | - Prima storia di Alan Ford. - Prima apparizione di Alan Ford, di Bob Rock, della Cariatide, di Geremia e di Grunf. | Magnus                                  | Magnus                                     | Raffaella Secchi (solo la versione a colori) |
| 2   | Il dente cariato                                         | Alan Ford                   | 2                   | Giugno 1969         | - Alan Ford Gruppo TNT n.2 - Alan Ford TNT Gold n.2 - Alan Ford colore n.2 - Alan Ford TNT Edition n.1 - Alan Ford Supercolor Edition n.2 - Alan Ford tutto a colori n.2                                                             | - Prima apparizione del Conte Oliver.                                                                               | Magnus                                  | Magnus                                     | Raffaella Secchi (solo la versione a colori) |
| 3   | Operazione Frankenstein                                  | Alan Ford                   | 3                   | Luglio 1969         | - Alan Ford Gruppo TNT n.3 - Alan Ford TNT Gold n.3 - Alan Ford colore n.3 - Alan Ford TNT Edition n.1 - Alan Ford Supercolor Edition n.3 - Alan Ford tutto a colori n.3                                                             | | Magnus                                  | Magnus                                     | Raffaella Secchi (solo la versione a colori) |
| 4   | La casa dei fantasmi                                     | Alan Ford                   | 4                   | Agosto 1969         | - Alan Ford Gruppo TNT n.4 - Alan Ford TNT Gold n.4 - Alan Ford colore n.4 - Alan Ford TNT Edition n.1 - Alan Ford Supercolor Edition n.4 - Alan Ford tutto a colori n.4                                                             | - Prima apparizione di Baby Kate.                                                                                   | Magnus                                  | Magnus                                     | Raffaella Secchi (solo la versione a colori) |
| 5   | Date! Date! Date!                                        | Alan Ford                   | 5                   | Settembre 1969      | - Alan Ford Gruppo TNT n.5 - Alan Ford TNT Gold n.5 - Alan Ford colore n.5 - Alan Ford TNT Edition n.1 - Alan Ford Supercolor Edition n.5 - Alan Ford tutto a colori n.5                                                             | | Magnus                                  | Magnus                                     | Raffaella Secchi (solo la versione a colori) |
| 6   | Alex Barry non c'è più                                   | Alan Ford                   | 6                   | Ottobre 1969        | - Alan Ford Gruppo TNT n.6 - Alan Ford TNT Gold n.6 - Alan Ford colore n.6 - Alan Ford TNT Edition n.1 - Alan Ford Supercolor Edition n.6 - Alan Ford tutto a colori n.6                                                             | | Magnus                                  | Magnus                                     | Raffaella Secchi (solo la versione a colori) |
| 7   | Una gita a San Guerreta                                  | Alan Ford                   | 7                   | Novembre 1969       | - Alan Ford Gruppo TNT n.7 - Alan Ford TNT Gold n.7 - Alan Ford colore n.7 - Alan Ford TNT Edition n.1 - Alan Ford Supercolor Edition n.7 - Alan Ford tutto a colori n.7                                                             | | Magnus                                  | Magnus                                     | Raffaella Secchi (solo la versione a colori) |
| 8   | L'albero di Natale                                       | Alan Ford                   | 8                   | Dicembre 1969       | - Alan Ford Gruppo TNT n.8 - Alan Ford TNT Gold n.8 - Alan Ford colore n.8 - Alan Ford n.450 - Alan Ford TNT Edition n.1 - Alan Ford Supercolor Edition n.8 - Alan Ford tutto a colori n.8                                           | | Magnus                                  | Magnus                                     | Raffaella Secchi (solo la versione a colori) |
| 9   | Zoo Simphony                                             | Alan Ford                   | 9                   | Gennaio 1970        | - Alan Ford Gruppo TNT n.9 - Alan Ford TNT Gold n.9 - Alan Ford colore n.9 - Alan Ford TNT Edition n.2 - Alan Ford Supercolor Edition n.9 - Alan Ford tutto a colori n.9                                                             | | Magnus                                  | Magnus                                     | Raffaella Secchi (solo la versione a colori) |
| 10  | Formule                                                  | Alan Ford                   | 10                  | Febbraio 1970       | - Alan Ford Gruppo TNT n.10 - Alan Ford TNT Gold n.10 - Alan Ford colore n.10 - Alan Ford TNT Edition n.2 - Alan Ford Supercolor Edition n.10 - Alan Ford tutto a colori n.10                                                        | | Magnus                                  | Magnus                                     | Raffaella Secchi (solo la versione a colori) |
| 11  | Il Numero 1                                              | Alan Ford                   | 11                  | Febbraio 1970       | - Alan Ford Gruppo TNT n.11 - Alan Ford TNT Gold n.11 - Alan Ford colore n.11 - Alan Ford TNT Edition n.2 - Alan Ford Supercolor Edition n.11 - Alan Ford tutto a colori n.11                                                        | - Prima apparizione del Numero Uno.                                                                                 | Magnus                                  | Magnus                                     | Raffaella Secchi (solo la versione a colori) |
| 12  | La triste storia di un giovane ricco                     | Alan Ford                   | 12                  | Marzo 1970          | - Alan Ford Gruppo TNT n.12 - Alan Ford TNT Gold n.12 - Alan Ford colore n.12 - Alan Ford TNT Edition n.2 - Alan Ford Supercolor Edition n.12 - Alan Ford tutto a colori n.12                                                        | | Magnus                                  | Magnus                                     | Raffaella Secchi (solo la versione a colori) |
| 13  | Golf                                                     | Alan Ford                   | 13                  | Aprile 1970         | - Alan Ford Gruppo TNT n.13 - Alan Ford TNT Gold n.13 - Alan Ford colore n.13 - Alan Ford TNT Edition n.2 - Alan Ford Supercolor Edition n.13 - Alan Ford tutto a colori n.13                                                        | | Magnus                                  | Magnus                                     | Raffaella Secchi (solo la versione a colori) |
| 14  | 1 2 3 4                                                  | Alan Ford                   | 14                  | Maggio 1970         | - Alan Ford Gruppo TNT n.14 - Alan Ford TNT Gold n.14 - Alan Ford colore n.14 - Alan Ford TNT Edition n.2 - Alan Ford Supercolor Edition n.14 - Alan Ford tutto a colori n.14                                                        | | Magnus                                  | Magnus                                     | Raffaella Secchi (solo la versione a colori) |
| 15  | Il colpo di fulmine                                      | Alan Ford                   | 15                  | Giugno 1970         | - Alan Ford Gruppo TNT n.15 - Alan Ford TNT Gold n.15 - Alan Ford colore n.15 - Alan Ford Supercolor Edition n.15 - Alan Ford tutto a colori n.15                                                                                    | | Magnus                                  | Magnus                                     | Raffaella Secchi (solo la versione a colori) |
| 16  | Un voto per Notax                                        | Alan Ford                   | 16                  | Agosto 1970         | - Alan Ford Gruppo TNT n.16 - Alan Ford TNT Gold n.16 - Alan Ford Supercolor Edition n.16 - Alan Ford tutto a colori n.16 | | Magnus                                  | Giovanni Romanini                          | Raffaella Secchi (solo la versione a colori) |
| 17  | Cure termali                                             | Alan Ford                   | 17                  | Settembre 1970      | - Alan Ford Gruppo TNT n.17 - Alan Ford TNT Gold n.17 - Alan Ford tutto a colori n.17 | - Prima apparizione del Grande Cesare.                                                                              | Magnus                                  | Giovanni Romanini                          | Raffaella Secchi (solo la versione a colori) |
| 18  | Il cane da un milione di dollari                         | Alan Ford                   | 18                  | Novembre 1970       | - Alan Ford Gruppo TNT n.18 - Alan Ford TNT Gold n.18 - Alan Ford tutto a colori n.18 | - Prima apparizione del Cirano.                                                                                     | Magnus                                  | Giovanni Romanini                          | Raffaella Secchi (solo la versione a colori) |
| 19  | I 3 di Yuma                                              | Alan Ford                   | 19                  | Dicembre 1970       | - Alan Ford Gruppo TNT n.19 - Alan Ford TNT Gold n.19 - Alan Ford tutto a colori n.19 | | Magnus                                  | Giovanni Romanini                          | Raffaella Secchi (solo la versione a colori) |
| 20  | Frit Frut                                                | Alan Ford                   | 20                  | Gennaio 1971        | - Alan Ford Gruppo TNT n.20 - Alan Ford TNT Gold n.20 - Alan Ford tutto a colori n.20 | - Prima apparizione di Linda.                                                                                       | Magnus                                  | Giovanni Romanini                          | Raffaella Secchi (solo la versione a colori) |
| 21  | Bombafobia                                               | Alan Ford                   | 21                  | Febbraio 1971       | - Alan Ford Gruppo TNT n.21 - Alan Ford TNT Gold n.21 - Alan Ford tutto a colori n.21 | - Prima apparizione di Squitty.                                                                                     | Magnus                                  | Paolo Chiarini                             | Raffaella Secchi (solo la versione a colori) |
| 22  | La paura fa spavento                                     | Alan Ford                   | 22                  | Aprile 1971         | - Alan Ford Gruppo TNT n.22 - Alan Ford TNT Gold n.22 - Alan Ford tutto a colori n.22 | - Prima apparizione del postino Sigmund Mail.                                                                       | Magnus                                  | Giovanni Romanini                          | Raffaella Secchi (solo la versione a colori) |
| 23  | Sogno d'una notte di mezzo inverno                       | Alan Ford                   | 23                  | Maggio 1971         | - Alan Ford Gruppo TNT n.23 - Alan Ford TNT Gold n.23 - Alan Ford tutto a colori n.23 | | Magnus                                  | Paolo Chiarini                             | Raffaella Secchi (solo la versione a colori) |
| 24  | Boyscout                                                 | Alan Ford                   | 24                  | Giugno 1971         | - Alan Ford Gruppo TNT n.24 - Alan Ford TNT Gold n.24 - Alan Ford tutto a colori n.24 | | Magnus                                  | Giovanni Romanini                          | Raffaella Secchi (solo la versione a colori) |
| 25  | 2 balzi in più                                           | Alan Ford                   | 25                  | Luglio 1971         | - Alan Ford Gruppo TNT n.25 - Alan Ford TNT Gold n.25 - Alan Ford tutto a colori n.25 | | Magnus                                  | Giovanni Romanini                          | Raffaella Secchi (solo la versione a colori) |
| 26  | Superciuk                                                | Alan Ford                   | 26                  | Agosto 1971         | - Alan Ford Gruppo TNT n.26 - Alan Ford TNT Gold n.26 - Alan Ford tutto a colori n.26 | - Prima apparizione di Superciuk.                                                                                   | Magnus                                  | Giovanni Romanini                          | Raffaella Secchi (solo la versione a colori) |
| 27  | La minaccia alcoolica                                    | Alan Ford                   | 27                  | Settembre 1971      | - Alan Ford Gruppo TNT n.27 - Alan Ford TNT Gold n.27 - Alan Ford tutto a colori n.27 | - Prima apparizione dell'ispettore Brok.                                                                            | Magnus                                  | Paolo Chiarini                             | Raffaella Secchi (solo la versione a colori) |
| 28  | Il fiasco spezzato                                       | Alan Ford                   | 28                  | Ottobre 1971        | - Alan Ford Gruppo TNT n.28 - Alan Ford TNT Gold n.28 - Alan Ford tutto a colori n.28 | | Magnus                                  | Giovanni Romanini                          | Raffaella Secchi (solo la versione a colori) |
| 29  | Circus                                                   | Alan Ford                   | 29                  | Novembre 1971       | - Alan Ford Gruppo TNT n.29 - Alan Ford TNT Gold n.29 - Alan Ford tutto a colori n.29 | | Magnus                                  | Paolo Chiarini                             | ? (solo la versione a colori)                |
| 30  | Santa Claus story                                        | Alan Ford                   | 30                  | Dicembre 1971       | - Alan Ford Gruppo TNT n.30 - Alan Ford TNT Gold n.30 - Alan Ford tutto a colori n.30 | | Magnus                                  | Giovanni Romanini                          | ? (solo la versione a colori)                |
| 31  | Il giorno della befana                                   | Alan Ford                   | 31                  | Gennaio 1972        | - Alan Ford Gruppo TNT n.31 - Alan Ford TNT Gold n.31 - Alan Ford tutto a colori n.31 | | Magnus                                  | Paolo Chiarini                             | ? (solo la versione a colori)                |
| 32  | Quando il q cuore fa bi-bim ba-bam                       | Alan Ford                   | 32                  | Febbraio 1972       | - Alan Ford Gruppo TNT n.32 - Alan Ford TNT Gold n.32 - Alan Ford tutto a colori n.32 | | Magnus                                  | Giovanni Romanini                          | ? (solo la versione a colori)                |
| 33  | Lo Spennagrulli                                          | Alan Ford                   | 33                  | Marzo 1972          | - Alan Ford Gruppo TNT n.33 - Alan Ford TNT Gold n.33 - Alan Ford tutto a colori n.33 | | Magnus                                  | Paolo Chiarini                             | ? (solo la versione a colori)                |
| 34  | Bluefarm                                                 | Alan Ford                   | 34                  | Aprile 1972         | - Alan Ford Gruppo TNT n.34 - Alan Ford TNT Gold n.34 - Alan Ford tutto a colori n.34 | | Magnus                                  | Giovanni Romanini                          | ? (solo la versione a colori)                |
| 35  | La dozzina del pentagramma                               | Alan Ford                   | 35                  | Maggio 1972         | - Alan Ford Gruppo TNT n.35 - Alan Ford TNT Gold n.35 - Alan Ford tutto a colori n.35 | | Magnus                                  | Giovanni Romanini                          | ? (solo la versione a colori)                |
| 36  | Il Centurione                                            | Alan Ford                   | 36                  | Giugno 1972         | - Alan Ford Gruppo TNT n.36 - Alan Ford TNT Gold n.36 - Alan Ford tutto a colori n.36 | | Magnus                                  | Giovanni Romanini                          | ? (solo la versione a colori)                |
| 37  | Il Colonnello Lapislazuli                                | Alan Ford                   | 37                  | Luglio 1972         | - Alan Ford Gruppo TNT n.37 - Alan Ford TNT Gold n.37 - Alan Ford tutto a colori n.37 | | Magnus                                  | Paolo Chiarini                             | ? (solo la versione a colori)                |
| 38  | Le grandi vacanze                                        | Alan Ford                   | 38                  | Agosto 1972         | - Alan Ford Gruppo TNT n.38 - Alan Ford TNT Gold n.38 - Alan Ford tutto a colori n.38 | - Prima apparizione del Cospiratore.                                                                                | Magnus                                  | Paolo Chiarini                             | ? (solo la versione a colori)                |
| 39  | Belle Epoque                                             | Alan Ford                   | 39                  | Settembre 1972      | - Alan Ford Gruppo TNT n.39 - Alan Ford TNT Gold n.39 - Alan Ford tutto a colori n.39 | - Prima apparizione di Brenda.                                                                                      | Magnus                                  | Giovanni Romanini                          | Thea Valenti (solo la versione a colori)     |
| 40  | Ecologia                                                 | Alan Ford                   | 40                  | Ottobre 1972        | - Alan Ford Gruppo TNT n.40 - Alan Ford TNT Gold n.40 - Alan Ford tutto a colori n.40 | - Prima apparizione di Aseptik.                                                                                     | Magnus                                  |                                            | Thea Valenti (solo la versione a colori)     |
| 41  | Missione da siuri                                        | Alan Ford                   | 41                  | Novembre 1972       | - Alan Ford Gruppo TNT n.41 - Alan Ford TNT Gold n.41 - Alan Ford tutto a colori n.41 | - In questa storia c'è un cameo di Kriminal.                                                                        | Magnus                                  |                                            | Thea Valenti (solo la versione a colori)     |
| 42  | Grasso Natale                                            | Alan Ford                   | 42                  | Dicembre 1972       | - Alan Ford Gruppo TNT n.42 - Alan Ford TNT Gold n.42 - Alan Ford tutto a colori n.42 | | Magnus                                  | Giovanni Romanini                          | Thea Valenti (solo la versione a colori)     |
| 43  | La festa di capodanno                                    | Alan Ford                   | 43                  | Gennaio 1973        | - Alan Ford Gruppo TNT n.43 - Alan Ford TNT Gold n.43 - Alan Ford tutto a colori n.43 | | Magnus                                  | Giovanni Romanini                          | Storia in bianco e nero                      |
| 44  | C'era una volta una taglia                               | Alan Ford                   | 44                  | Febbraio 1973       | - Alan Ford Gruppo TNT n.44 - Alan Ford TNT Gold n.44 - Alan Ford tutto a colori n.44 | | Magnus                                  | Paolo Chiarini                             | Storia in bianco e nero                      |
| 45  | Piano concerto al Centimetropolitan                      | Alan Ford                   | 45                  | Marzo 1973          | - Alan Ford Gruppo TNT n.45 - Alan Ford TNT Gold n.45 - Alan Ford tutto a colori n.45 | - Prima apparizione del postino Pisistrate Nelson.                                                                  | Magnus                                  | Giovanni Romanini                          | Storia in bianco e nero                      |
| 46  | Rischia o trapassa                                       | Alan Ford                   | 46                  | Aprile 1973         | - Alan Ford Gruppo TNT n.46 - Alan Ford TNT Gold n.46 - Alan Ford tutto a colori n.46 | | Magnus                                  | Giovanni Romanini                          | Storia in bianco e nero                      |
| 47  | La minaccia di Aseptik                                   | Alan Ford                   | 47                  | Maggio 1973         | - Alan Ford Gruppo TNT n.47 - Alan Ford TNT Gold n.47 - Alan Ford tutto a colori n.47 | | Magnus                                  | Paolo Chiarini                             | Storia in bianco e nero                      |
| 48  | Il ricco zio è morto                                     | Alan Ford                   | 48                  | Giugno 1973         | - Alan Ford Gruppo TNT n.48 - Alan Ford TNT Gold n.48 - Alan Ford tutto a colori n.48 | | Magnus                                  | Giovanni Romanini                          | Storia in bianco e nero                      |
| 49  | Derby                                                    | Alan Ford                   | 49                  | Luglio 1973         | - Alan Ford Gruppo TNT n. 49 - Alan Ford TNT Gold n. 49 - Alan Ford tutto a colori n. 49 | | Magnus                                  | Giovanni Romanini                          | Storia in bianco e nero                      |
| 50  | Così nacque il gruppo TNT                                | Alan Ford                   | 50                  | Agosto 1973         | - Alan Ford Gruppo TNT n. 50 - Alan Ford n. 350 - Alan Ford TNT Gold n. 50 - Alan Ford n. 432 (versione con copertina diversa) - Alan Ford tutto a colori n. 50                                                                      | | Magnus                                  | Giovanni Romanini                          | Storia in bianco e nero                      |
| 51  | Il ritorno di Superciuk                                  | Alan Ford                   | 51                  | Settembre 1973      | - Alan Ford Gruppo TNT n. 51 - Alan Ford TNT Gold n. 51 - Alan Ford tutto a colori n. 51 | | Magnus                                  | Giovanni Romanini                          | Storia in bianco e nero                      |
| 52  | Il grande colpo di Superciuk                             | Alan Ford                   | 52                  | Ottobre 1973        | - Alan Ford Gruppo TNT n. 52 - Alan Ford TNT Gold n. 52 - Alan Ford tutto a colori n. 52 | | Magnus                                  | Giovanni Romanini                          | Storia in bianco e nero                      |
| 53  | Arsenico Lupon - assai galante e molto ladron            | Alan Ford                   | 53                  | Novembre 1973       | - Alan Ford Gruppo TNT n.53 - Alan Ford TNT Gold n.53 | - Questa storia contiene dei cameo di Kriminal, Satanik, e di Maxmagnus.                                            | Magnus                                  | Paolo Chiarini                             | Storia in bianco e nero                      |
| 54  | L'inghippo di Bu-Bu                                      | Alan Ford                   | 54                  | Dicembre 1973       | - Alan Ford Gruppo TNT n.54 - Alan Ford TNT Gold n.54 | - Tra i personaggi di questa storia c'è anche l'ispettore Blitz, personaggio di Kriminal.                           | Magnus                                  | Giovanni Romanini                          | Storia in bianco e nero                      |
| 55  | Una trappola per il gruppo TNT                           | Alan Ford                   | 55                  | Gennaio 1974        | - Alan Ford Gruppo TNT n.55 - Alan Ford TNT Gold n.55 | | Magnus                                  | Giovanni Romanini                          | Storia in bianco e nero                      |
| 56  | Vuoi venire in crociera con me?                          | Alan Ford                   | 56                  | Febbraio 1974       | - Alan Ford Gruppo TNT n.56 - Alan Ford TNT Gold n.56 | | Magnus                                  | Paolo Chiarini                             | Storia in bianco e nero                      |
| 57  | Salvateci per piacere, grazie                            | Alan Ford                   | 57                  | Marzo 1974          | - Alan Ford Gruppo TNT n.57 - Alan Ford TNT Gold n.57 | | Magnus                                  | Paolo Chiarini                             | Storia in bianco e nero                      |
| 58  | Un tuffo nel vuoto                                       | Alan Ford                   | 58                  | Aprile 1974         | - Alan Ford Gruppo TNT n.58 - Alan Ford TNT Gold n.58 | | Magnus                                  | Giovanni Romanini                          | Storia in bianco e nero                      |
| 59  | Intrigo a Monte Calvo                                    | Alan Ford                   | 59                  | Maggio 1974         | - Alan Ford Gruppo TNT n.59 - Alan Ford TNT Gold n.59 | | Magnus                                  | Paolo Chiarini                             | Storia in bianco e nero                      |
| 60  | Golpe                                                    | Alan Ford                   | 60                  | Giugno 1974         | - Alan Ford Gruppo TNT n.60 - Alan Ford TNT Gold n.60 | - Prima apparizione del Generale War.                                                                               | Magnus                                  | Paolo Chiarini                             | Storia in bianco e nero                      |
| 61  | La testa di coccodrillo                                  | Alan Ford                   | 61                  | Luglio 1974         | - Alan Ford Gruppo TNT n.61 - Alan Ford TNT Gold n.61 | | Magnus                                  | Paolo Chiarini                             | Storia in bianco e nero                      |
| 62  | I tre Rock                                               | Alan Ford                   | 62                  | Agosto 1974         | - Alan Ford Gruppo TNT n.62 - Alan Ford TNT Gold n.62 | | Magnus                                  | Paolo Chiarini                             | Storia in bianco e nero                      |
| 63  | Idem-Idem                                                | Alan Ford                   | 63                  | Settembre 1974      | - Alan Ford Gruppo TNT n.63 - Alan Ford TNT Gold n.63 | | Magnus                                  | Giovanni Romanini                          | Storia in bianco e nero                      |
| 64  | Il trio Fantasticus                                      | Alan Ford                   | 64                  | Ottobre 1974        | - Alan Ford Gruppo TNT n.64 - Alan Ford TNT Gold n.64 | | Magnus                                  | Paolo Chiarini                             | Storia in bianco e nero                      |
| 65  | Un tiro mancino                                          | Alan Ford                   | 65                  | Novembre 1974       | - Alan Ford Gruppo TNT n.65 - Alan Ford TNT Gold n.65 | | Magnus                                  | Luigi Corteggi                             | Storia in bianco e nero                      |
| 66  | Una losca vicenda                                        | Alan Ford                   | 66                  | Dicembre 1974       | - Alan Ford Gruppo TNT n.66 - Alan Ford TNT Gold n.66 | | Magnus                                  | Paolo Chiarini                             | Storia in bianco e nero                      |
| 67  | Quando necessità impone                                  | Alan Ford                   | 67                  | Gennaio 1975        | - Alan Ford Gruppo TNT n.67 - Alan Ford TNT Gold n.67 | | Magnus                                  | Paolo Piffarerio                           | Storia in bianco e nero                      |
| 68  | Un illecito sportivo                                     | Alan Ford                   | 68                  | Febbraio 1975       | - Alan Ford Gruppo TNT n.68 - Alan Ford TNT Gold n.68 | | Magnus                                  | Paolo Chiarini                             | Storia in bianco e nero                      |
| 69  | Un'idea a sorpresa                                       | Alan Ford                   | 69                  | Marzo 1975          | - Alan Ford Gruppo TNT n.69 - Alan Ford TNT Gold n.69 | | Magnus                                  | Enrico Fanti                               | Storia in bianco e nero                      |
| 70  | Girotondo con Rapiner                                    | Alan Ford                   | 70                  | Aprile 1975         | - Alan Ford Gruppo TNT n.70 - Alan Ford TNT Gold n.70 | | Magnus                                  | Paolo Chiarini                             | Storia in bianco e nero                      |
| 71  | In Transilvania c'è un castello che...                   | Alan Ford                   | 71                  | Maggio 1975         | - Alan Ford Gruppo TNT n.71 - Alan Ford TNT Gold n.71 | | Magnus                                  | Luigi Corteggi                             | Storia in bianco e nero                      |
| 72  | Natale col vampiro                                       | Alan Ford                   | 72                  | Giugno 1975         | - Alan Ford Gruppo TNT n.72 - Alan Ford TNT Gold n.72 | | Magnus                                  | Paolo Piffarerio                           | Storia in bianco e nero                      |
| 73  | Il dottor Cancer                                         | Alan Ford                   | 73                  | Luglio 1975         | - Alan Ford Gruppo TNT n.73 - Alan Ford TNT Gold n.73 | | Magnus                                  | Enrico Fanti                               | Storia in bianco e nero                      |
| 74  | Superciuk colpisce ancora                                | Alan Ford                   | 74                  | Agosto 1975         | - Alan Ford Gruppo TNT n.74 - Alan Ford TNT Gold n.74 | | Magnus                                  | Paolo Piffarerio                           | Storia in bianco e nero                      |
| 75  | Cala la tela per Superciuk                               | Alan Ford                   | 75                  | Settembre 1975      | - Alan Ford Gruppo TNT n.75 - Alan Ford TNT Gold n.75 | | Magnus                                  | Enrico Fanti                               | Storia in bianco e nero                      |
| 76  | Mi ricordo che...                                        | Alan Ford                   | 76                  | Ottobre 1975        | - Alan Ford Gruppo TNT n.76 - Alan Ford TNT Gold n.76 | | Paolo Piffarerio                        | Luigi Corteggi                             | Storia in bianco e nero                      |
| 77  | Succursale inaugurasi                                    | Alan Ford                   | 77                  | Novembre 1975       | - Alan Ford Gruppo TNT n.77 - Alan Ford TNT Gold n.77 | | Paolo Piffarerio                        | Paolo Chiarini                             | Storia in bianco e nero                      |
| 78  | Una missiva importante                                   | Alan Ford                   | 78                  | Dicembre 1975       | - Alan Ford Gruppo TNT n.78 - Alan Ford TNT Gold n.78 | | Paolo Piffarerio                        | Paolo Chiarini                             | Storia in bianco e nero                      |
| 79  | Natale al corso                                          | Alan Ford                   | 79                  | Gennaio 1976        | - Alan Ford Gruppo TNT n.79 - Alan Ford TNT Gold n.79 | | Paolo Piffarerio                        | Giovanni Romanini                          | Storia in bianco e nero                      |
| 80  | Niagara                                                  | Alan Ford                   | 80                  | Febbraio 1976       | - Alan Ford Gruppo TNT n.80 - Alan Ford TNT Gold n.80 | | Paolo Piffarerio                        | Paolo Chiarini                             | Storia in bianco e nero                      |
| 81  | L'evasione di Arsenico Lupon                             | Alan Ford                   | 81                  | Marzo 1976          | - Alan Ford Gruppo TNT n.81 - Alan Ford TNT Gold n.81 | | Paolo Piffarerio                        | Paolo Chiarini                             | Storia in bianco e nero                      |
| 82  | Un viaggio a razzo                                       | Alan Ford                   | 82                  | Aprile 1976         | - Alan Ford Gruppo TNT n.82 - Alan Ford TNT Gold n.82 | | Paolo Piffarerio                        | Giovanni Romanini                          | Storia in bianco e nero                      |
| 83  | Giallissimo                                              | Alan Ford                   | 83                  | Maggio 1976         | - Alan Ford Gruppo TNT n.83 - Alan Ford TNT Gold n.83 | | Paolo Piffarerio                        | Paolo Chiarini                             | Storia in bianco e nero                      |
| 84  | Il sergente Gruber                                       | Alan Ford                   | 84                  | Giugno 1976         | - Alan Ford Gruppo TNT n.84 - Alan Ford TNT Gold n.84 | | Paolo Piffarerio                        | Giovanni Romanini                          | Storia in bianco e nero                      |
| 85  | Alta finanza                                             | Alan Ford                   | 85                  | Luglio 1976         | - Alan Ford Gruppo TNT n.85 - Alan Ford TNT Gold n.85 | | Paolo Piffarerio                        | Paolo Chiarini                             | Storia in bianco e nero                      |
| 86  | Polo freddo                                              | Alan Ford                   | 86                  | Agosto 1976         | - Superfumetti in film n.14 - Alan Ford Gruppo TNT n.86 - Alan Ford TNT Gold n.86 | | Paolo Piffarerio                        | Giovanni Romanini                          | Storia in bianco e nero                      |
| 87  | Super Super Superciuck                                   | Alan Ford                   | 87                  | Settembre 1976      | - Alan Ford Gruppo TNT n.87 - Alan Ford TNT Gold n.87 | | Paolo Piffarerio                        | Paolo Chiarini                             | Storia in bianco e nero                      |
| 88  | Beppa Giosef alla riscossa                               | Alan Ford                   | 88                  | Ottobre 1976        | - Alan Ford Gruppo TNT n.88 - Alan Ford TNT Gold n.88 | | Paolo Piffarerio                        | Paolo Chiarini                             | Storia in bianco e nero                      |
| 89  | Il benefattore                                           | Alan Ford                   | 89                  | Novembre 1976       | - Alan Ford Gruppo TNT n.89 - Alan Ford TNT Gold n.89 | | Paolo Piffarerio                        | Giovanni Romanini                          | Storia in bianco e nero                      |
| 90  | Il botto delle dodici e quindici                         | Alan Ford                   | 90                  | Dicembre 1976       | - Superfumetti in film n.14 - Alan Ford Gruppo TNT n.90 - Alan Ford Special (2004) n.2 - Alan Ford TNT Gold n.90 | - Prima apparizione del dottor Broccoli.                                                                            | Paolo Piffarerio                        | Giovanni Romanini                          | Storia in bianco e nero                      |
| 91  | Pop art                                                  | Alan Ford                   | 91                  | Gennaio 1977        | - Alan Ford TNT Gold n.91 | | Paolo Piffarerio                        | Paolo Chiarini                             | Storia in bianco e nero                      |
| 92  | Il terribile Krack Fu                                    | Alan Ford                   | 92                  | Febbraio 1977       | - Alan Ford TNT Gold n.92 | | Paolo Piffarerio                        | Giovanni Romanini                          | Storia in bianco e nero                      |
| 93  | Riappare Baby Kate                                       | Alan Ford                   | 93                  | Marzo 1977          | - Superfumetti in film n.14 - Alan Ford Special (2004) n.3 - Alan Ford TNT Gold n.93 | | Paolo Piffarerio                        | Paolo Chiarini                             | Storia in bianco e nero                      |
| ?   | Il piromane                                              | Alan Ford                   | 94                  | Aprile 1977         | - Superfumetti in film n.14 - Alan Ford Special (2004) n.3 - Alan Ford TNT Gold n.94 | | Paolo Piffarerio                        | Paolo Chiarini                             | Storia in bianco e nero                      |
| ?   | Gommaflex, il Bandito dalla Faccia di Gomma              | Superfumetti in film        | 5                   | Aprile 1977         | - Alan Ford n.110 - Alan Ford Gruppo TNT n.110 - Alan Ford Special (serie 1) n.23 - Alan Ford TNT Gold n.110 - Alan Ford Special (2004) n.1 - Alan Ford n.517                                                                        | - Prima apparizione di Gommaflex.                                                                                   | Paolo Piffarerio                        | Paolo Piffarerio                           | Storia in bianco e nero                      |
| ?   | Il Caso dei Prosciutti Scomparsi                         | Superfumetti in film        | 5                   | Aprile 1977         | - Alan Ford n.111 - Alan Ford Gruppo TNT n.111 - Alan Ford Special (serie 1) n.23 - Alan Ford TNT Gold n.111 - Alan Ford Special (2004) n.1                                                                                          | | Paolo Piffarerio                        | Paolo Piffarerio, Paolo Chiarini           | Storia in bianco e nero                      |
| ?   | Ipnos                                                    | Superfumetti in film        | 5                   | Aprile 1977         | - Alan Ford n.112 - Alan Ford Gruppo TNT n.112 - Alan Ford Special (serie 1) n.23 - Alan Ford TNT Gold n.112 - Alan Ford Special (2004) n.1                                                                                          | | Paolo Piffarerio                        | Paolo Piffarerio, Giovanni Romanini        | Storia in bianco e nero                      |
| 98  | Luna chiama Skylab                                       | Alan Ford                   | 95                  | Maggio 1977         | - Alan Ford Gruppo TNT n.95 - Alan Ford TNT Gold n.95 | | Paolo Piffarerio                        | Giovanni Romanini                          | Storia in bianco e nero                      |
| 99  | La minaccia dallo spazio                                 | Alan Ford                   | 96                  | Giugno 1977         | - Alan Ford Gruppo TNT n.96 - Alan Ford TNT Gold n.96 | | Paolo Piffarerio                        | Paolo Chiarini                             | Storia in bianco e nero                      |
| 100 | Il pugno proibito                                        | Alan Ford                   | 97                  | Luglio 1977         | - Alan Ford Gruppo TNT n.97 - Alan Ford TNT Gold n.97 | | Paolo Piffarerio                        | Paolo Chiarini                             | Storia in bianco e nero                      |
| 101 | Una ragazza chiamata Brenda                              | Alan Ford                   | 98                  | Agosto 1977         | - Alan Ford Gruppo TNT n.98 - Alan Ford TNT Gold n.98 | | Paolo Piffarerio                        | Giovanni Romanini                          | Storia in bianco e nero                      |
| 102 | Broadway                                                 | Alan Ford                   | 99                  | Settembre 1977      | - Superfumetti in film n.14 - Alan Ford Gruppo TNT n.99 - Alan Ford n.383 - Alan Ford TNT Gold n.99 | - Questa è la storia di Alan Ford preferita da Max Bunker. - Prima apparizione di Tobia Quantrill e di Xeres.       | Paolo Piffarerio                        | Paolo Chiarini                             | Storia in bianco e nero                      |
| 103 | Le colline nere del Sud Dakota                           | Alan Ford                   | 100                 | Ottobre 1977        | - Alan Ford Gruppo TNT n.100 - Alan Ford TNT Gold n.100 | - Prima storia della serie ad essere a colori sin dalla sua prima pubblicazione. - Prima apparizione di Clodoveo.   | Paolo Piffarerio                        | Giovanni Romanini                          | Priscilla Valnova                            |
| 104 | Funeral party                                            | Alan Ford                   | 101                 | Novembre 1977       | - Alan Ford Gruppo TNT n.101 - Alan Ford TNT Gold n.101 | | Paolo Piffarerio                        | Giovanni Romanini                          | Storia in bianco e nero                      |
| 105 | La banda degli straccioni                                | Alan Ford                   | 102                 | Dicembre 1977       | - Alan Ford Gruppo TNT n.102 - Alan Ford TNT Gold n.102 | | Paolo Piffarerio                        | Paolo Chiarini                             | Storia in bianco e nero                      |
| 106 | La statua della libertà è scomparsa                      | Alan Ford                   | 103                 | Gennaio 1978        | - Alan Ford Gruppo TNT n.103 - Alan Ford TNT Gold n.103 | | Paolo Piffarerio                        | Paolo Chiarini                             | Storia in bianco e nero                      |
| 107 | Scacco matto al Trio Fantasticus                         | Alan Ford                   | 104                 | Febbraio 1978       | - Alan Ford Gruppo TNT n.104 - Alan Ford TNT Gold n.104 | | Paolo Piffarerio                        | Giovanni Romanini                          | Storia in bianco e nero                      |
| 108 | Il grande giorno di Marajah Blitz                        | Alan Ford                   | 105                 | Marzo 1978          | - Alan Ford Gruppo TNT n.105 - Alan Ford TNT Gold n.105 | | Paolo Piffarerio                        | Paolo Chiarini                             | Storia in bianco e nero                      |
| 109 | Do Re Mi                                                 | Alan Ford                   | 106                 | Aprile 1978         | - Alan Ford Gruppo TNT n.106 - Alan Ford TNT Gold n.106 | | Paolo Piffarerio                        | Giovanni Romanini                          | Storia in bianco e nero                      |
| 110 | Safari alla rogna                                        | Alan Ford                   | 107                 | Maggio 1978         | - Alan Ford Gruppo TNT n.107 - Alan Ford TNT Gold n.107 | | Paolo Piffarerio                        | Paolo Chiarini                             | Storia in bianco e nero                      |
| 111 | Dai, dai, samurai                                        | Alan Ford                   | 108                 | Giugno 1978         | - Alan Ford Gruppo TNT n.108 - Alan Ford TNT Gold n.108 | | Paolo Piffarerio                        | Paolo Chiarini                             | Storia in bianco e nero                      |
| 112 | La beffa di Clodoveo                                     | Alan Ford                   | 109                 | Luglio 1978         | - Alan Ford Gruppo TNT n.109 - Alan Ford TNT Gold n.109 | | Paolo Piffarerio                        | Paolo Chiarini                             | Storia in bianco e nero                      |
| 113 | La gamba de legn                                         | Alan Ford                   | 113                 | Novembre 1978       | - Alan Ford Gruppo TNT n.113 - Alan Ford TNT Gold n.113 | | Paolo Piffarerio                        | Paolo Chiarini                             | Storia in bianco e nero                      |
| 114 | Prugna secca                                             | Alan Ford                   | 114                 | Dicembre 1978       | - Alan Ford Gruppo TNT n.114 - Alan Ford TNT Gold n.114 | | Giovanni Romanini                       | Giovanni Romanini                          | Storia in bianco e nero                      |
| 115 | Destinazione Chicago                                     | Alan Ford                   | 115                 | Gennaio 1979        | - Alan Ford Gruppo TNT n.115 - Alan Ford TNT Gold n.115 | | Paolo Piffarerio                        | Paolo Chiarini                             | Storia in bianco e nero                      |
| 116 | Ai bei tempi che furono                                  | Alan Ford                   | 116                 | Febbraio 1979       | - Alan Ford Gruppo TNT n.116 - Alan Ford TNT Gold n.116 | | Paolo Piffarerio                        | Giovanni Romanini                          | Storia in bianco e nero                      |
| 117 | Superciuck vive ancora                                   | Alan Ford                   | 117                 | Marzo 1979          | - Alan Ford Gruppo TNT n.117 - Alan Ford TNT Gold n.117 | | Paolo Piffarerio                        | Paolo Chiarini                             | Storia in bianco e nero                      |
| 118 | Per un goccio di barbera in più                          | Alan Ford                   | 118                 | Aprile 1979         | - Alan Ford Gruppo TNT n.118 - Alan Ford TNT Gold n.118 | | Paolo Piffarerio                        | Paolo Chiarini                             | Storia in bianco e nero                      |
| 119 | Fauci                                                    | Alan Ford                   | 119                 | Maggio 1979         | - Alan Ford Gruppo TNT n.119 - Alan Ford TNT Gold n.119 | | Paolo Piffarerio                        | Paolo Chiarini                             | Storia in bianco e nero                      |
| 120 | Katodik                                                  | Alan Ford                   | 120                 | Giugno 1979         | - Alan Ford Gruppo TNT n.120 - Alan Ford TNT Gold n.120 | | Paolo Piffarerio                        | Paolo Chiarini                             | Storia in bianco e nero                      |
| 121 | Tarlomania                                               | Alan Ford                   | 121                 | Luglio 1979         | - Alan Ford Gruppo TNT n.121 - Alan Ford TNT Gold n.121 | | Giovanni Romanini                       | Giovanni Romanini                          | Storia in bianco e nero                      |
| ?   | Il giorno delle vendette                                 | Alan Ford                   | 122                 | Agosto 1979         | - Alan Ford Gruppo TNT n.122 - Alan Ford TNT Gold n.122 | | Paolo Piffarerio                        | Paolo Chiarini                             | Storia in bianco e nero                      |
| ?   | Decennale                                                | Eureka                      | 194                 | Agosto 1979         | | | ?                                       | ?                                          | Storia in bianco e nero                      |
| 124 | L'ombra di Katodik                                       | Alan Ford                   | 123                 | Settembre 1979      | - Alan Ford Gruppo TNT n.123 - Alan Ford TNT Gold n.123 | | Paolo Piffarerio                        | Paolo Chiarini                             | Storia in bianco e nero                      |
| 125 | Un dì così                                               | Alan Ford                   | 124                 | Ottobre 1979        | - Alan Ford Gruppo TNT n.124 - Alan Ford TNT Gold n.124 | | Giovanni Romanini                       | Giovanni Romanini                          | Storia in bianco e nero                      |
| 126 | Super razza maggiore                                     | Alan Ford                   | 125                 | Novembre 1979       | - Alan Ford Gruppo TNT n.125 - Alan Ford TNT Gold n.125 | - In questa storia fa un cameo Dennis Cobb.                                                                         | Paolo Piffarerio                        | Paolo Chiarini                             | Storia in bianco e nero                      |
| 127 | El rapador                                               | Alan Ford                   | 126                 | Dicembre 1979       | - Alan Ford Gruppo TNT n.126 - Alan Ford TNT Gold n.126 | | Paolo Piffarerio                        | Paolo Chiarini                             | Storia in bianco e nero                      |
| 128 | Frod uno, Frod due                                       | Alan Ford                   | 127                 | Gennaio 1980        | - Alan Ford Gruppo TNT n.127 - Alan Ford TNT Gold n.127 | | Paolo Piffarerio                        | Paolo Piffarerio                           | Storia in bianco e nero                      |
| 129 | Mexico olé                                               | Alan Ford                   | 128                 | Febbraio 1980       | - Alan Ford Gruppo TNT n.128 - Alan Ford TNT Gold n.128 | | Paolo Piffarerio                        | Paolo Chiarini                             | Storia in bianco e nero                      |
| 130 | Caramba                                                  | Alan Ford                   | 129                 | Marzo 1980          | - Alan Ford Gruppo TNT n.129 - Alan Ford TNT Gold n.129 | | Paolo Piffarerio                        | Paolo Chiarini                             | Storia in bianco e nero                      |
| 131 | Ostix!                                                   | Alan Ford                   | 130                 | Aprile 1980         | - Alan Ford Gruppo TNT n.130 - Alan Ford TNT Gold n.130 | | Staff di IF                             | Staff di IF                                | Storia in bianco e nero                      |
| 132 | Luna Park                                                | Alan Ford                   | 131                 | Maggio 1980         | - Alan Ford Gruppo TNT n.131 - Alan Ford TNT Gold n.131 | | Paolo Piffarerio                        | Paolo Chiarini                             | Storia in bianco e nero                      |
| 133 | Ipnos suite                                              | Alan Ford                   | 132                 | Giugno 1980         | - Alan Ford TNT Gold n.132 | | Piercarlo Macchi                        | Piercarlo Macchi                           | Storia in bianco e nero                      |
| 134 | Ritorna Gommaflex                                        | Alan Ford                   | 133                 | Luglio 1980         | - Alan Ford TNT Gold n.133 | | Paolo Piffarerio                        | Paolo Chiarini                             | Storia in bianco e nero                      |
| 135 | La vendetta di Gommaflex                                 | Alan Ford                   | 134                 | Agosto 1980         | - Alan Ford TNT Gold n.134 | | Paolo Piffarerio                        | Paolo Chiarini                             | Storia in bianco e nero                      |
| 136 | L'inafferrabile                                          | Alan Ford                   | 135                 | Settembre 1980      | - Alan Ford TNT Gold n.135 | | Paolo Piffarerio                        | Paolo Chiarini                             | Storia in bianco e nero                      |
| 137 | Qui si sanax                                             | Alan Ford                   | 136                 | Ottobre 1980        | - Alan Ford TNT Gold n.136 | | Staff di IF                             | Staff di IF                                | Storia in bianco e nero                      |
| 138 | Kartoffeln                                               | Alan Ford                   | 137                 | Novembre 1980       | - Alan Ford TNT Gold n.137 | | Paolo Piffarerio                        | Staff di IF                                | Storia in bianco e nero                      |
| 139 | Bob a due                                                | Alan Ford                   | 138                 | Dicembre 1980       | - Alan Ford TNT Gold n.138 | | Paolo Piffarerio                        | Paolo Chiarini                             | Storia in bianco e nero                      |
| 140 | La prima notte dell'anno                                 | Alan Ford                   | 139                 | Gennaio 1981        | - Alan Ford TNT Gold n.139 | | Staff di IF                             | Staff di IF                                | Storia in bianco e nero                      |
| 141 | L'eredità texana                                         | Alan Ford                   | 140                 | Febbraio 1981       | - Alan Ford TNT Gold n.140 | | Paolo Piffarerio                        | Paolo Chiarini                             | Storia in bianco e nero                      |
| 142 | Il genio della pubblicità                                | Alan Ford                   | 141                 | Marzo 1981          | - Alan Ford TNT Gold n.141 | | Paolo Piffarerio                        | Staff di IF                                | Storia in bianco e nero                      |
| 143 | Il pescecane parlante                                    | Alan Ford                   | 142                 | Aprile 1981         | - Alan Ford TNT Gold n.142 | | Paolo Piffarerio                        | Paolo Chiarini                             | Storia in bianco e nero                      |
| 144 | Il nuovo Superciuk                                       | Alan Ford                   | 143                 | Maggio 1981         | - Alan Ford TNT Gold n.143 | | Paolo Piffarerio                        | Paolo Chiarini                             | Storia in bianco e nero                      |
| 145 | La fiatata mortale                                       | Alan Ford                   | 144                 | Giugno 1981         | - Alan Ford TNT Gold n.144 | | Paolo Piffarerio                        | Paolo Chiarini                             | Storia in bianco e nero                      |
| 146 | Il nemico pubblico numero uno                            | Alan Ford                   | 145                 | Luglio 1981         | - Alan Ford TNT Gold n.145 | | Paolo Piffarerio                        | Francesco Costanzo                         | Storia in bianco e nero                      |
| 147 | Rebus                                                    | Alan Ford                   | 146                 | Agosto 1981         | - Alan Ford TNT Gold n.146 | | Paolo Piffarerio                        | Francesco Costanzo                         | Storia in bianco e nero                      |
| 148 | Il mostro di Lockness                                    | Alan Ford                   | 147                 | Settembre 1981      | - Alan Ford TNT Gold n.147 | | Paolo Piffarerio                        | Paolo Chiarini                             | Storia in bianco e nero                      |
| 149 | Fifa all'ONU                                             | Alan Ford                   | 148                 | Ottobre 1981        | - Alan Ford TNT Gold n.148 | | Paolo Piffarerio                        | Paolo Chiarini                             | Storia in bianco e nero                      |
| 150 | Wurdalack non molla succhia                              | Alan Ford                   | 149                 | Novembre 1981       | - Alan Ford TNT Gold n.149 | | Paolo Piffarerio                        | Attilio Ortolani                           | Storia in bianco e nero                      |
| 151 | Kriminalissimo                                           | Alan Ford                   | 150                 | Dicembre 1981       | - Alan Ford n.371 - Alan Ford TNT Gold n.150 | - Team-up con Kriminal                                                                                              | Paolo Piffarerio                        | Paolo Chiarini                             | Storia in bianco e nero                      |
| 152 | Il Due di Picche                                         | Alan Ford                   | 151                 | Gennaio 1982        | - Alan Ford TNT Gold n.151 | | Paolo Piffarerio                        | Paolo Chiarini                             | Storia in bianco e nero                      |
| 153 | La lampada magica                                        | Alan Ford                   | 152                 | Febbraio 1982       | - Alan Ford TNT Gold n.152 | | Paolo Piffarerio                        | Studio Rosi                                | Storia in bianco e nero                      |
| 154 | Il feticcio                                              | Alan Ford                   | 153                 | Marzo 1982          | - Alan Ford TNT Gold n.153 | | Paolo Piffarerio                        | Paolo Chiarini                             | Storia in bianco e nero                      |
| 155 | Roma New York Roma                                       | Alan Ford                   | 154                 | Aprile 1982         | - Alan Ford TNT Gold n.154 | | Paolo Piffarerio                        | Domenico Di Vito                           | Storia in bianco e nero                      |
| 156 | Melissa                                                  | Alan Ford                   | 155                 | Maggio 1982         | - Alan Ford TNT Gold n.155 | | Paolo Piffarerio                        | Paolo Chiarini                             | Storia in bianco e nero                      |
| 157 | La melassa di Melissa                                    | Alan Ford                   | 156                 | Giugno 1982         | - Alan Ford TNT Gold n.156 | | Paolo Piffarerio                        | Paolo Chiarini                             | Storia in bianco e nero                      |
| 158 | Caccia a Melissa                                         | Alan Ford                   | 157                 | Luglio 1982         | - Alan Ford TNT Gold n.157 | | Paolo Piffarerio                        | Paolo Chiarini                             | Storia in bianco e nero                      |
| 159 | Il gobbo reale                                           | Alan Ford                   | 158                 | Agosto 1982         | - Alan Ford TNT Gold n.158 | | Paolo Piffarerio                        | Paolo Chiarini                             | Storia in bianco e nero                      |
| 160 | Il segreto del gobbo                                     | Alan Ford                   | 159                 | Settembre 1982      | - Alan Ford TNT Gold n.159 | | Paolo Piffarerio                        | Paolo Chiarini                             | Storia in bianco e nero                      |
| 161 | Il gioco della verità                                    | Alan Ford                   | 160                 | Ottobre 1982        | - Alan Ford TNT Gold n.160 | | Paolo Piffarerio                        | Staff di If                                | Storia in bianco e nero                      |
| 162 | Renato uno come te non c'è nessuno                       | Alan Ford                   | 161                 | Novembre 1982       | - Alan Ford TNT Gold n.161 | | Paolo Piffarerio                        | Paolo Chiarini                             | Storia in bianco e nero                      |
| 163 | Sketches                                                 | Alan Ford                   | 162                 | Dicembre 1982       | - Alan Ford TNT Gold n.162 | | Paolo Piffarerio                        | Domenico Di Vito                           | Storia in bianco e nero                      |
| 164 | Un ritorno impossibile (quasi)                           | Alan Ford                   | 163                 | Gennaio 1983        | - Alan Ford TNT Gold n.163 | | Paolo Piffarerio                        | Paolo Chiarini                             | Storia in bianco e nero                      |
| 165 | La vendetta del Cospiratore                              | Alan Ford                   | 164                 | Febbraio 1983       | - Alan Ford TNT Gold n.164 | | Paolo Piffarerio                        | Paolo Chiarini                             | Storia in bianco e nero                      |
| 166 | Ospedale San Demente                                     | Alan Ford                   | 165                 | Marzo 1983          | - Alan Ford TNT Gold n.165 | | Paolo Piffarerio                        | Edoardo Morricone                          | Storia in bianco e nero                      |
| 167 | Loggia P38                                               | Alan Ford                   | 166                 | Aprile 1983         | - Alan Ford TNT Gold n.166 | | Paolo Piffarerio                        | Paolo Chiarini                             | Storia in bianco e nero                      |
| 168 | Losche trame                                             | Alan Ford                   | 167                 | Maggio 1983         | - Alan Ford TNT Gold n.167 | | Paolo Piffarerio                        | Raffaele Della Monica                      | Storia in bianco e nero                      |
| 169 | Portubell                                                | Alan Ford                   | 168                 | Giugno 1983         | - Alan Ford TNT Gold n.168 | | Edoardo Morricone                       | Edoardo Morricone                          | Storia in bianco e nero                      |
| 170 | APS - Assistenza Pronta Subito                           | Alan Ford                   | 169                 | Luglio 1983         | - Alan Ford TNT Gold n.169 | | Paolo Piffarerio                        | Paolo Chiarini                             | Storia in bianco e nero                      |
| 171 | L'imprevedibile                                          | Alan Ford                   | 170                 | Agosto 1983         | - Alan Ford TNT Gold n.170 | | Paolo Piffarerio                        | Paolo Chiarini                             | Storia in bianco e nero                      |
| 172 | Superciukissimo                                          | Alan Ford                   | 171                 | Settembre 1983      | - Alan Ford TNT Gold n.171 | | Raffaele Della Monica                   | Raffaele Della Monica                      | Storia in bianco e nero                      |
| 173 | Kron                                                     | Alan Ford                   | 172                 | Ottobre 1983        | - Alan Ford TNT Gold n.172 | | Paolo Piffarerio                        | Raffaele Della Monica                      | Storia in bianco e nero                      |
| 174 | L'uomo computer                                          | Alan Ford                   | 173                 | Novembre 1983       | - Alan Ford TNT Gold n.173 | | Paolo Piffarerio                        | Raffaele Della Monica                      | Storia in bianco e nero                      |
| 175 | Bellegambe Betty                                         | Alan Ford                   | 174                 | Dicembre 1983       | - Alan Ford TNT Gold n.174 | | Raffaele Della Monica                   | Raffaele Della Monica                      | Storia in bianco e nero                      |
| 176 | L'abbuffata di Natale                                    | Alan Ford                   | 175                 | Gennaio 1984        | - Alan Ford TNT Gold n.175 | | Paolo Chiarini                          | Paolo Chiarini                             | Storia in bianco e nero                      |
| 177 | Festival                                                 | Alan Ford                   | 176                 | Febbraio 1984       | - Alan Ford TNT Gold n.176 | | Paolo Piffarerio                        | Paolo Chiarini                             | Storia in bianco e nero                      |
| 178 | L'uomo venuto dal Texas                                  | Alan Ford                   | 177                 | Marzo 1984          | - Alan Ford TNT Gold n.177 | | Raffaele Della Monica                   | Raffaele Della Monica                      | Storia in bianco e nero                      |
| 179 | Che fine ha fatto Puzzone Massey?                        | Alan Ford                   | 178                 | Aprile 1984         | - Alan Ford TNT Gold n.178 | | Paolo Chiarini                          | Paolo Chiarini                             | Storia in bianco e nero                      |
| 180 | Una rosa per Bob                                         | Alan Ford                   | 179                 | Maggio 1984         | - Alan Ford TNT Gold n.179 | | Raffaele Della Monica                   | Raffaele Della Monica                      | Storia in bianco e nero                      |
| 181 | La fiamma di Olimpia                                     | Alan Ford                   | 180                 | Giugno 1984         | - Alan Ford TNT Gold n.180 | | Giuliano Piccininno                     | Giuliano Piccininno                        | Storia in bianco e nero                      |
| 182 | Olimpiadi gialle                                         | Alan Ford                   | 181                 | Luglio 1984         | - Alan Ford TNT Gold n.181 | | Paolo Chiarini                          | Raffaele Della Monica, Giuliano Piccininno | Storia in bianco e nero                      |
| 183 | TIR - Truffe Imbrogli & Raggiri                          | Alan Ford                   | 182                 | Agosto 1984         | - Alan Ford TNT Gold n.182 | | Raffaele Della Monica                   | Raffaele Della Monica                      | Storia in bianco e nero                      |
| 184 | Aerobic dance                                            | Alan Ford                   | 183                 | Settembre 1984      | - Alan Ford TNT Gold n.183 | | Giuliano Piccininno                     | Giuliano Piccininno                        | Storia in bianco e nero                      |
| 185 | Il Numero Uno è morto!                                   | Alan Ford                   | 184                 | Ottobre 1984        | - Alan Ford TNT Gold n.184 | | Raffaele Della Monica                   | Raffaele Della Monica                      | Storia in bianco e nero                      |
| 186 | Nella memoria del caro estinto                           | Alan Ford                   | 185                 | Novembre 1984       | - Alan Ford TNT Gold n.185 | | Giuliano Piccininno                     | Giuliano Piccininno                        | Storia in bianco e nero                      |
| 187 | Triplo gioco                                             | Alan Ford                   | 186                 | Dicembre 1984       | - Alan Ford TNT Gold n.186 | | Raffaele Della Monica                   | Raffaele Della Monica                      | Storia in bianco e nero                      |
| 188 | Asta diabolica                                           | Alan Ford                   | 187                 | Gennaio 1985        | - Alan Ford TNT Gold n.187 | | Giuliano Piccininno                     | Giuliano Piccininno                        | Storia in bianco e nero                      |
| 189 | L'ombra di colui che fu                                  | Alan Ford                   | 188                 | Febbraio 1985       | - Alan Ford TNT Gold n.188 | | Raffaele Della Monica                   | Raffaele Della Monica                      | Storia in bianco e nero                      |
| 190 | Trombisti di tutto il mondo unitevi!                     | Alan Ford                   | 189                 | Marzo 1985          | - Alan Ford TNT Gold n.189 | | Raffaele Della Monica                   | Raffaele Della Monica                      | Storia in bianco e nero                      |
| 191 | Il testamento del Numero Uno                             | Alan Ford                   | 190                 | Aprile 1985         | - Alan Ford TNT Gold n.190 | | Giuliano Piccininno                     | Giuliano Piccininno                        | Storia in bianco e nero                      |
| 192 | Faccia da sbirro                                         | Alan Ford                   | 191                 | Maggio 1985         | - Alan Ford TNT Gold n.191 | | Raffaele Della Monica                   | Raffaele Della Monica                      | Storia in bianco e nero                      |
| 193 | Bob, il caso pancotto è tuo!                             | Alan Ford                   | 192                 | Giugno 1985         | - Alan Ford TNT Gold n.192 | | Raffaele Della Monica                   | Raffaele Della Monica                      | Storia in bianco e nero                      |
| 194 | La trama del complotto                                   | Alan Ford                   | 193                 | Luglio 1985         | - Alan Ford TNT Gold n.193 | | Giuliano Piccininno                     | Giuliano Piccininno                        | Storia in bianco e nero                      |
| 195 | Bakara!                                                  | Alan Ford                   | 194                 | Agosto 1985         | - Alan Ford TNT Gold n.194 | | Raffaele Della Monica                   | Raffaele Della Monica                      | Storia in bianco e nero                      |
| 196 | L'ibernato                                               | Alan Ford                   | 195                 | Settembre 1985      | - Alan Ford TNT Gold n.195 | | Raffaele Della Monica                   | Raffaele Della Monica                      | Storia in bianco e nero                      |
| 197 | L'affare si complica                                     | Alan Ford                   | 196                 | Ottobre 1985        | - Alan Ford TNT Gold n.196 | | Giuliano Piccininno                     | Giuliano Piccininno                        | Storia in bianco e nero                      |
| 198 | Scommettiamo?                                            | Alan Ford                   | 197                 | Novembre 1985       | - Alan Ford TNT Gold n.197 | | Giuliano Piccininno                     | Giuliano Piccininno                        | Storia in bianco e nero                      |
| 199 | Un colpo al cuore                                        | Alan Ford                   | 198                 | Dicembre 1985       | - Alan Ford TNT Gold n.198 | | Giuliano Piccininno                     | Giuliano Piccininno                        | Storia in bianco e nero                      |
| 200 | La tomba violata                                         | Alan Ford                   | 199                 | Gennaio 1986        | - Alan Ford TNT Gold n.199 | | Giuliano Piccininno                     | Giuliano Piccininno                        | Storia in bianco e nero                      |
| 201 | Hic hic urrah!                                           | Alan Ford                   | 200                 | Febbraio 1986       | - Alan Ford n. 400 - Alan Ford TNT Gold n. 200 - gli Special n. 3 | | Magnus                                  | Magnus                                     | Storia in bianco e nero                      |
| 202 | Zanzaricerca                                             | Alan Ford                   | 201                 | Marzo 1986          | - Alan Ford TNT Gold n.201 | | Giuliano Piccininno                     | Giuliano Piccininno                        | Storia in bianco e nero                      |
| 203 | Il trio della mutua                                      | Alan Ford                   | 202                 | Aprile 1986         | - Alan Ford TNT Gold n.202 | | Dario Perucca                           | Dario Perucca                              | Storia in bianco e nero                      |
| 204 | Il pirata nero                                           | Alan Ford                   | 203                 | Maggio 1986         | - Alan Ford TNT Gold n.203 | | Giuliano Piccininno                     | Giuliano Piccininno                        | Storia in bianco e nero                      |
| 205 | Pan 2000                                                 | Alan Ford                   | 204                 | Giugno 1986         | - Alan Ford TNT Gold n.204 | | Dario Perucca                           | Dario Perucca                              | Storia in bianco e nero                      |
| 206 | Già, già, giap!                                          | Alan Ford                   | 205                 | Luglio 1986         | - Alan Ford TNT Gold n.205 | | Enrico Folli                            | Enrico Folli                               | Storia in bianco e nero                      |
| 207 | Cuccate il paninaro                                      | Alan Ford                   | 206                 | Agosto 1986         | - Alan Ford TNT Gold n.206 | | Giuliano Piccininno                     | Giuliano Piccininno                        | Storia in bianco e nero                      |
| 208 | La copa de oro                                           | Alan Ford                   | 207                 | Settembre 1986      | - Alan Ford TNT Gold n.207 | - In questa storia c'è un cameo di Stanlio e Ollio.                                                                 | Dario Perucca                           | Dario Perucca                              | Storia in bianco e nero                      |
| 209 | Il vampiro radioattivo                                   | Alan Ford                   | 208                 | Ottobre 1986        | - Alan Ford TNT Gold n.208 | | Enrico Folli                            | Enrico Folli                               | Storia in bianco e nero                      |
| 210 | Un po' di pazienza                                       | Alan Ford                   | 209                 | Novembre 1986       | - Alan Ford TNT Gold n.209 | | Dario Perucca                           | Dario Perucca                              | Storia in bianco e nero                      |
| 211 | Vendetta a scacchi                                       | Alan Ford                   | 210                 | Dicembre 1986       | - Alan Ford TNT Gold n.210 | | Giuliano Piccininno                     | Giuliano Piccininno                        | Storia in bianco e nero                      |
| 212 | Terrorism                                                | Alan Ford                   | 211                 | Gennaio 1987        | - Alan Ford Special (serie 2) n.11 - Alan Ford TNT Gold n.211 | | Dario Perucca                           | Dario Perucca                              | Storia in bianco e nero                      |
| 213 | L'idolo maledetto                                        | Alan Ford                   | 212                 | Febbraio 1987       | - Alan Ford TNT Gold n.212 | | Dario Perucca                           | Dario Perucca                              | Storia in bianco e nero                      |
| 214 | Uccidete il critico                                      | Alan Ford                   | 213                 | Marzo 1987          | - Alan Ford TNT Gold n.213 | | Enrico Folli, Dario Perucca             | Dario Perucca                              | Storia in bianco e nero                      |
| 215 | Il conte nei guai                                        | Alan Ford                   | 214                 | Aprile 1987         | - Alan Ford TNT Gold n.214 | | Dario Perucca                           | Dario Perucca                              | Storia in bianco e nero                      |
| 216 | Un mancino sinistro                                      | Alan Ford                   | 215                 | Maggio 1987         | - Alan Ford TNT Gold n.215 | | Marco Nizzoli                           | Marco Nizzoli                              | Storia in bianco e nero                      |
| 217 | Una bella macchina rossa                                 | Alan Ford                   | 216                 | Giugno 1987         | - Alan Ford TNT Gold n.216 | - Inizialmente questa storia sarebbe dovuta essere la duecentoquidicesima.                                          | Massimo Airaghi                         | Massimo Airaghi                            | Storia in bianco e nero                      |
| 218 | Prudy, Prudy                                             | Alan Ford                   | 217                 | Luglio 1987         | - Alan Ford TNT Gold n.217 | | Dario Perucca                           | Dario Perucca                              | Storia in bianco e nero                      |
| 219 | Fantasmagoria                                            | Alan Ford                   | 218                 | Agosto 1987         | - Alan Ford TNT Gold n.218 | | Marco Nizzoli                           | Marco Nizzoli                              | Storia in bianco e nero                      |
| 220 | Lenti da sole (non accompagnate)                         | Alan Ford                   | 219                 | Settembre 1987      | - Alan Ford TNT Gold n.219 | | Dario Perucca                           | Dario Perucca                              | Storia in bianco e nero                      |
| 221 | Cuori solitari                                           | Alan Ford                   | 220                 | Ottobre 1987        | - Alan Ford TNT Gold n.220 | | Dario Perucca                           | Dario Perucca                              | Storia in bianco e nero                      |
| 222 | Topi d'albergo                                           | Alan Ford                   | 221                 | Novembre 1987       | - Alan Ford TNT Gold n.221 | | Enrico Folli                            | Enrico Folli                               | Storia in bianco e nero                      |
| 223 | AVE - Assicurazione Vita Eterna                          | Alan Ford                   | 222                 | Dicembre 1987       | - Alan Ford TNT Gold n.222 | | Marco Nizzoli                           | Marco Nizzoli                              | Storia in bianco e nero                      |
| 224 | Soft killing                                             | Alan Ford                   | 223                 | Gennaio 1988        | - Alan Ford TNT Gold n.223 | | Dario Perucca                           | Dario Perucca                              | Storia in bianco e nero                      |
| 225 | Il bambino prodigio                                      | Alan Ford                   | 224                 | Febbraio 1988       | - Alan Ford TNT Gold n.224 | | Marco Nizzoli                           | Marco Nizzoli                              | Storia in bianco e nero                      |
| 226 | Arriba Superciuk                                         | Alan Ford                   | 225                 | Marzo 1988          | - Alan Ford TNT Gold n.225 | | Dario Perucca                           | Dario Perucca                              | Storia in bianco e nero                      |
| 227 | Finale a sorprese                                        | Alan Ford                   | 226                 | Aprile 1988         | - Alan Ford TNT Gold n.226 | | Dario Perucca                           | Dario Perucca                              | Storia in bianco e nero                      |
| 228 | Come ti muovi t'accoppio                                 | Alan Ford                   | 227                 | Maggio 1988         | - Alan Ford TNT Gold n.227 | | Dario Perucca                           | Dario Perucca                              | Storia in bianco e nero                      |
| 229 | Il codice graffiti                                       | Alan Ford                   | 228                 | Giugno 1988         | - Alan Ford TNT Gold n.228 | - In questa storia appare Patrick Milton, personaggio di Kriminal.                                                  | Marco Nizzoli                           | Marco Nizzoli                              | Storia in bianco e nero                      |
| 230 | Bordighera o morte!                                      | Alan Ford                   | 229                 | Luglio 1988         | - Alan Ford TNT Gold n.229 | | Dario Perucca                           | Dario Perucca                              | Storia in bianco e nero                      |
| 231 | La banda dei 4                                           | Alan Ford                   | 230                 | Agosto 1988         | - Alan Ford TNT Gold n.230 | | Marco Nizzoli                           | Marco Nizzoli                              | Storia in bianco e nero                      |
| 232 | Zoo follies                                              | Alan Ford                   | 231                 | Settembre 1988      | - Alan Ford TNT Gold n.231 | | Dario Perucca                           | Dario Perucca                              | Storia in bianco e nero                      |
| 233 | Perestrojka                                              | Alan Ford                   | 232                 | Ottobre 1988        | - Alan Ford TNT Gold n.232 | | Marco Nizzoli                           | Marco Nizzoli                              | Storia in bianco e nero                      |
| 234 | Spazzino Superciuk a rapporto!                           | Alan Ford                   | 233                 | Novembre 1988       | - Alan Ford TNT Gold n.233 | | Dario Perucca                           | Dario Perucca                              | Storia in bianco e nero                      |
| 235 | Natale coi fiocchi                                       | Alan Ford                   | 234                 | Dicembre 1988       | - Alan Ford TNT Gold n.234 | | Dario Perucca                           | Dario Perucca                              | Storia in bianco e nero                      |
| 236 | Il prigioniero della torre                               | Alan Ford                   | 235                 | Gennaio 1989        | - Alan Ford TNT Gold n.235 | | Marco Nizzoli                           | Marco Nizzoli                              | Storia in bianco e nero                      |
| ?   | Vu' cumprà?                                              | Alan Ford                   | 236                 | Febbraio 1989       | - Alan Ford TNT Gold n.236 | | Dario Perucca                           | Dario Perucca                              | Storia in bianco e nero                      |
| ?   | Ventennale                                               | Eureka                      | 5 (1989)            | Febbraio 1989       | | | ?                                       | ?                                          | Storia in bianco e nero                      |
| 239 | La stirpe dei mangia                                     | Alan Ford                   | 237                 | Marzo 1989          | - Alan Ford TNT Gold n.237 | | Marco Nizzoli                           | Marco Nizzoli                              | Storia in bianco e nero                      |
| 240 | Il documento maledetto                                   | Alan Ford                   | 238                 | Aprile 1989         | - Alan Ford TNT Gold n.238 | | Dario Perucca                           | Dario Perucca                              | Storia in bianco e nero                      |
| 241 | Missione suicida                                         | Alan Ford                   | 239                 | Maggio 1989         | - Alan Ford TNT Gold n.239 | | Dario Perucca                           | Dario Perucca                              | Storia in bianco e nero                      |
| 242 | Tradimento                                               | Alan Ford                   | 240                 | Giugno 1989         | - Alan Ford TNT Gold n.240 | | Dario Perucca                           | Dario Perucca                              | Storia in bianco e nero                      |
| 243 | Il naufragio della Daisy Lou                             | Alan Ford                   | 241                 | Luglio 1989         | - Alan Ford TNT Gold n.241 | | Dario Perucca                           | Dario Perucca                              | Storia in bianco e nero                      |
| 244 | Mistero un pochino svelato                               | Alan Ford                   | 242                 | Agosto 1989         | - Alan Ford TNT Gold n.242 | | Gianni Tacconella                       | Gianni Tacconella                          | Storia in bianco e nero                      |
| 245 | L'uomo di Londra                                         | Alan Ford                   | 243                 | Settembre 1989      | - Alan Ford TNT Gold n.243 | | Dario Perucca                           | Dario Perucca                              | Storia in bianco e nero                      |
| 246 | La bella di Rio                                          | Alan Ford                   | 244                 | Ottobre 1989        | - Alan Ford TNT Gold n.244 | | Dario Perucca                           | Dario Perucca                              | Storia in bianco e nero                      |
| 247 | All'ombra della ghigliottina                             | Alan Ford                   | 245                 | Novembre 1989       | - Alan Ford TNT Gold n.245 | | Gianni Tacconella                       | Gianni Tacconella                          | Storia in bianco e nero                      |
| 248 | Terremoto                                                | Alan Ford                   | 246                 | Dicembre 1989       | - Alan Ford TNT Gold n.246 | | Dario Perucca                           | Dario Perucca                              | Storia in bianco e nero                      |
| 249 | Skate-board boys                                         | Alan Ford                   | 247                 | Gennaio 1990        | - Alan Ford TNT Gold n.247 | | Dario Perucca                           | Dario Perucca                              | Storia in bianco e nero                      |
| 250 | L'ultima lotta?                                          | Alan Ford                   | 248                 | Febbraio 1990       | - Alan Ford TNT Gold n.248 | | Gianni Tacconella                       | Gianni Tacconella                          | Storia in bianco e nero                      |
| 251 | Stretta finale                                           | Alan Ford                   | 249                 | Marzo 1990          | - Alan Ford TNT Gold n.249 | | Dario Perucca                           | Dario Perucca                              | Storia in bianco e nero                      |
| 252 | Il padrinino                                             | Alan Ford                   | 250                 | Aprile 1990         | - Alan Ford TNT Gold n. 250 | | Dario Perucca                           | Dario Perucca                              | Storia in bianco e nero                      |
| 253 | Finalissima al cianuro                                   | Alan Ford                   | 251                 | Maggio 1990         | - Alan Ford TNT Gold n. 251 | | Dario Perucca                           | Dario Perucca                              | Storia in bianco e nero                      |
| 254 | Una trappola firmata tre S                               | Alan Ford                   | 252                 | Giugno 1990         | - Alan Ford TNT Gold n. 252 | | Warco                                   | Warco                                      | Storia in bianco e nero                      |
| 255 | Anten-Man                                                | Alan Ford                   | 253                 | Luglio 1990         | - Alan Ford TNT Gold n. 253 | | Dario Perucca                           | Dario Perucca                              | Storia in bianco e nero                      |
| 256 | Catturate Anten-Man!                                     | Alan Ford                   | 254                 | Agosto 1990         | - Alan Ford TNT Gold n. 254 | | Dario Perucca                           | Dario Perucca                              | Storia in bianco e nero                      |
| 257 | Ritorno all'ovile                                        | Alan Ford                   | 255                 | Settembre 1990      | - Alan Ford TNT Gold n. 255 | | Warco                                   | Warco                                      | Storia in bianco e nero                      |
| 258 | Elvis '90                                                | Alan Ford                   | 256                 | Ottobre 1990        | - Alan Ford TNT Gold n. 256 | | Dario Perucca                           | Dario Perucca                              | Storia in bianco e nero                      |
| 259 | Operazione recupero                                      | Alan Ford                   | 257                 | Novembre 1990       | - Alan Ford TNT Gold n. 257 | | Dario Perucca                           | Dario Perucca                              | Storia in bianco e nero                      |
| 260 | Una sottile vendetta                                     | Alan Ford                   | 258                 | Dicembre 1990       | | | Warco                                   | Warco                                      | Storia in bianco e nero                      |
| 261 | Pazzie dell'anno                                         | Alan Ford                   | 259                 | Gennaio 1991        | | | Dario Perucca                           | Dario Perucca                              | Storia in bianco e nero                      |
| 262 | Cercate Tobia Quantrill                                  | Alan Ford                   | 260                 | Febbraio 1991       | | | Dario Perucca                           | Dario Perucca                              | Storia in bianco e nero                      |
| 263 | Veget-scout                                              | Alan Ford                   | 261                 | Marzo 1991          | | | Warco                                   | Warco                                      | Storia in bianco e nero                      |
| 264 | Una tomba per Bob                                        | Alan Ford                   | 262                 | Aprile 1991         | | | Dario Perucca                           | Dario Perucca                              | Storia in bianco e nero                      |
| 265 | Zippel                                                   | Alan Ford                   | 263                 | Maggio 1991         | | | Dario Perucca                           | Dario Perucca                              | Storia in bianco e nero                      |
| 266 | L'insultatore pubblico № 1                               | Alan Ford                   | 264                 | Giugno 1991         | | | Warco                                   | Warco                                      | Storia in bianco e nero                      |
| 267 | Ritorna Anten-Man!                                       | Alan Ford                   | 265                 | Luglio 1991         | | | Dario Perucca                           | Dario Perucca                              | Storia in bianco e nero                      |
| 268 | Doppio Anten-Man!                                        | Alan Ford                   | 266                 | Agosto 1991         | | | Dario Perucca                           | Dario Perucca                              | Storia in bianco e nero                      |
| 269 | Bum factory                                              | Alan Ford                   | 267                 | Settembre 1991      | | | Warco                                   | Warco                                      | Storia in bianco e nero                      |
| 270 | Desert blitz                                             | Alan Ford                   | 268                 | Ottobre 1991        | | | Dario Perucca                           | Dario Perucca                              | Storia in bianco e nero                      |
| 271 | La mummia vivente                                        | Alan Ford                   | 269                 | Novembre 1991       | | | Dario Perucca                           | Dario Perucca                              | Storia in bianco e nero                      |
| 272 | Mister Christmas                                         | Alan Ford                   | 270                 | Dicembre 1991       | | | Warco                                   | Warco                                      | Storia in bianco e nero                      |
| 273 | Turluk il grande muto                                    | Alan Ford                   | 271                 | Gennaio 1992        | | | Dario Perucca                           | Dario Perucca                              | Storia in bianco e nero                      |
| 274 | El Verdissimo                                            | Alan Ford                   | 272                 | Febbraio 1992       | | | Dario Perucca                           | Dario Perucca                              | Storia in bianco e nero                      |
| 275 | Non fare lo stupìdo                                      | Alan Ford                   | 273                 | Marzo 1992          | | | Warco                                   | Warco                                      | Storia in bianco e nero                      |
| 276 | Brasilera rumba Ja-Jai                                   | Alan Ford                   | 274                 | Aprile 1992         | | | Dario Perucca                           | Dario Perucca                              | Storia in bianco e nero                      |
| 277 | Rapiti in cielo                                          | Alan Ford                   | 275                 | Maggio 1992         | | | Dario Perucca                           | Dario Perucca                              | Storia in bianco e nero                      |
| ?   | Un giorno da leone                                       | Alan Ford                   | 276                 | Giugno 1992         | | | Warco                                   | Warco                                      | Storia in bianco e nero                      |
| ?   | Viaggi OK! Tutto compreso!                               | Alan Ford Special (serie 1) | 1                   | Giugno 1992         | - Alan Ford n. 349 | | Dario Perucca                           | ?                                          | Storia in bianco e nero                      |
| 280 | Anten-Boy                                                | Alan Ford                   | 277                 | Luglio 1992         | | | Dario Perucca                           | Dario Perucca                              | Storia in bianco e nero                      |
| 281 | Audience o morte                                         | Alan Ford                   | 278                 | Agosto 1992         | | | Dario Perucca                           | Dario Perucca                              | Storia in bianco e nero                      |
| 282 | Tele X                                                   | Alan Ford                   | 279                 | Settembre 1992      | | | Warco                                   | Warco                                      | Storia in bianco e nero                      |
| 283 | Operazione Pochita                                       | Alan Ford                   | 280                 | Ottobre 1992        | | | Dario Perucca                           | Dario Perucca                              | Storia in bianco e nero                      |
| 284 | Non sparate, m'arrendo!                                  | Alan Ford                   | 281                 | Novembre 1992       | | | Dario Perucca                           | Dario Perucca                              | Storia in bianco e nero                      |
| ?   | Ariveduorci, adìo                                        | Alan Ford                   | 282                 | Dicembre 1992       | | | Warco                                   | Warco                                      | Storia in bianco e nero                      |
| ?   | Lo spirito di Natale                                     | Alan Ford Special (serie 1) | 2                   | Dicembre 1992       | - Alan Ford n. 354 - Alan Ford n. 522 | | Paolo Piffarerio                        | Paolo Piffarerio                           | ? (solo la versione a colori)                |
| 287 | Arakno                                                   | Alan Ford                   | 283                 | Gennaio 1993        | | | Dario Perucca                           | Dario Perucca                              | Storia in bianco e nero                      |
| 288 | Tobia non ci sta                                         | Alan Ford                   | 284                 | Febbraio 1993       | | | Dario Perucca                           | Dario Perucca                              | Storia in bianco e nero                      |
| 289 | Sinfonia di primavera                                    | Alan Ford                   | 285                 | Marzo 1993          | | | Warco                                   | Warco                                      | Storia in bianco e nero                      |
| 290 | Chi non fu ma è!                                         | Alan Ford                   | 286                 | Aprile 1993         | | | Dario Perucca                           | Dario Perucca                              | Storia in bianco e nero                      |
| 291 | S.O.S. Pochita                                           | Alan Ford                   | 287                 | Maggio 1993         | | | Dario Perucca                           | Dario Perucca                              | Storia in bianco e nero                      |
| 292 | I 4 ossi                                                 | Alan Ford                   | 288                 | Giugno 1993         | | | Warco                                   | Warco                                      | Storia in bianco e nero                      |
| ?   | Gna gna gno                                              | Alan Ford                   | 289                 | Luglio 1993         | | | Dario Perucca                           | Dario Perucca                              | Storia in bianco e nero                      |
| ?   | Crociera "au pair" (alla pari)                           | Alan Ford Special (serie 1) | 3                   | Luglio 1993         | - Alan Ford n. 361 | | Dario Perucca                           | ?                                          | Storia in bianco e nero                      |
| 295 | Se la va, la va                                          | Alan Ford                   | 290                 | Agosto 1993         | | | Dario Perucca                           | Dario Perucca                              | Storia in bianco e nero                      |
| ?   | Superciuk è tornato tra noi                              | Alan Ford                   | 291                 | Settembre 1993      | | | Warco                                   | Warco                                      | Storia in bianco e nero                      |
| ?   | Lo strano caso del Dottor Jeckyll                        | Alan Ford Special (serie 1) | 4                   | Settembre 1993      | - Alan Ford Special (serie 2) n. 1 - Alan Ford n. 516 - Alan Ford n. 555 | - Si tratta della prima storia della serie a raccontare di uno spettacolo teatrale con i protagonisti come attori.  | Paolo Piffarerio                        | ?                                          | Raffaella Secchi (solo la versione a colori) |
| 298 | Il partito degli sbevazzoni                              | Alan Ford                   | 292                 | Ottobre 1993        | | | Dario Perucca                           | Dario Perucca                              | Storia in bianco e nero                      |
| 299 | I conti tornano                                          | Alan Ford                   | 293                 | Novembre 1993       | | | Dario Perucca                           | Dario Perucca                              | Storia in bianco e nero                      |
| 300 | Un caso di coscienza                                     | Alan Ford                   | 294                 | Dicembre 1993       | | | Dario Perucca                           | Matteo Paganini                            | Storia in bianco e nero                      |
| 301 | Riscatto per due                                         | Alan Ford                   | 295                 | Gennaio 1994        | | | Dario Perucca                           | Dario Perucca                              | Storia in bianco e nero                      |
| 302 | Una faccenda curiosa                                     | Alan Ford                   | 296                 | Febbraio 1994       | | | Dario Perucca                           | Warco                                      | Storia in bianco e nero                      |
| ?   | La rueda del dinero                                      | Alan Ford                   | 297                 | Marzo 1994          | | | Dario Perucca                           | Matteo Paganini                            | Storia in bianco e nero                      |
| ?   | 25                                                       | Alan Ford - Supplemento 25  | -                   | Marzo 1994          | | | Dario Perucca                           | Matteo Paganini                            | Storia in bianco e nero                      |
| ?   | Basket!                                                  | Alan Ford                   | 298                 | Aprile 1994         | | | Dario Perucca                           | Matteo Paganini                            | Storia in bianco e nero                      |
| ?   | Frankenstein il mostro                                   | Alan Ford Special (serie 1) | 5                   | Aprile 1994         | - Alan Ford Special (serie 2) n. 2 - Alan Ford n. 470 - Alan Ford n. 528 | | Paolo Piffarerio                        | ?                                          | Raffaella Secchi (solo la versione a colori) |
| 307 | Una giornata nera                                        | Alan Ford                   | 299                 | Maggio 1994         | | | Warco                                   | Warco                                      | Storia in bianco e nero                      |
| 308 | Un invito invitante                                      | Alan Ford                   | 300                 | Giugno 1994         | | | Dario Perucca                           | Dario Perucca                              | Storia in bianco e nero                      |
| 309 | La clinica dalla morte facile                            | Alan Ford                   | 301                 | Maggio 1994         | | | Dario Perucca                           | Matteo Paganini                            | Storia in bianco e nero                      |
| 310 | Una vacanza sofferta                                     | Alan Ford                   | 302                 | Giugno 1994         | | | Dario Perucca                           | Matteo Paganini                            | Storia in bianco e nero                      |
| ?   | Il segreto di Morgana                                    | Alan Ford                   | 303                 | Luglio 1994         | | | Dario Perucca                           | Matteo Paganini                            | Storia in bianco e nero                      |
| ?   | Vacanze in multiproprietà                                | Alan Ford Special (serie 1) | 6                   | Luglio 1994         | - Alan Ford Special (serie 2) n. 6 - Alan Ford n. 482 | | Dario Perucca                           | ?                                          | Storia in bianco e nero                      |
| 313 | La banda di testa quadrata                               | Alan Ford                   | 304                 | Agosto 1994         | | | Warco                                   | Warco                                      | Storia in bianco e nero                      |
| ?   | Wurdalak rock band                                       | Alan Ford                   | 305                 | Settembre 1994      | | | Dario Perucca                           | Matteo Paganini                            | Storia in bianco e nero                      |
| ?   | Specialissimo Quark                                      | Alan Ford                   | -                   | Settembre 1994      | | |                                         |                                            | Storia in bianco e nero                      |
| ?   | Magro Natale                                             | Alan Ford                   | 306                 | Ottobre 1994        | | | Omar Pistolato                          | Omar Pistolato, Matteo Paganini            | Storia in bianco e nero                      |
| ?   | Il giro del mondo in 80 giorni                           | Alan Ford Special (serie 1) | 7                   | Ottobre 1994        | - Alan Ford Special (serie 2) n. 5 - Alan Ford n. 463 - Alan Ford n. 567 | | Paolo Piffarerio                        | ?                                          | Raffaella Secchi (solo la versione a colori) |
| 318 | Il tesoro del pendolino                                  | Alan Ford                   | 307                 | Novembre 1994       | | | Warco                                   | Warco                                      | Storia in bianco e nero                      |
| 319 | Scherzi del tubo                                         | Alan Ford                   | 308                 | Dicembre 1994       | | | Dario Perucca                           | Oskar                                      | Storia in bianco e nero                      |
| 320 | Baseball                                                 | Alan Ford                   | 309                 | Gennaio 1995        | | | Warco                                   | Warco                                      | Storia in bianco e nero                      |
| 321 | Cercasi Giovanna ma con calma                            | Alan Ford                   | 310                 | Febbraio 1995       | | | Dario Perucca                           | Oskar                                      | Storia in bianco e nero                      |
| ?   | Anten-Girl                                               | Alan Ford                   | 311                 | Marzo 1995          | | | Dario Perucca                           | Matteo Paganini                            | Storia in bianco e nero                      |
| ?   | Dracula il vampiro                                       | Alan Ford Special (serie 1) | 8                   | Marzo 1995          | - Alan Ford Special (serie 2) n. 4 - Alan Ford n. 467 - Alan Ford n. 523 | | Paolo Piffarerio                        | Paolo Piffarerio                           | Raffaella Secchi (solo la versione a colori) |
| 324 | Puff!                                                    | Alan Ford                   | 312                 | Aprile 1995         | | | Dario Perucca                           | Oskar                                      | Storia in bianco e nero                      |
| 325 | Furto al museo                                           | Alan Ford                   | 313                 | Maggio 1995         | | | Dario Perucca                           | Matteo Paganini                            | Storia in bianco e nero                      |
| 326 | Colpo gobbo                                              | Alan Ford                   | 314                 | Giugno 1995         | | | Warco                                   | Warco                                      | Storia in bianco e nero                      |
| ?   | Il prigioniero di Morgana                                | Alan Ford                   | 315                 | Luglio 1995         | | | Warco                                   | Warco                                      | Storia in bianco e nero                      |
| ?   | Trullallà-là-yeh                                         | Alan Ford Special (serie 1) | 9                   | Luglio 1995         | - Alan Ford Special (serie 2) n. 10 - Alan Ford n. 482 | | Dario Perucca                           | ?                                          | Storia in bianco e nero                      |
| 329 | Superciuk alla riscossa                                  | Alan Ford                   | 316                 | Agosto 1995         | | | Dario Perucca                           | Oskar                                      | Storia in bianco e nero                      |
| 330 | Vendetta in fumo                                         | Alan Ford                   | 317                 | Settembre 1995      | | | Dario Perucca                           | Omar Pistolato                             | Storia in bianco e nero                      |
| ?   | Spirito (non alcol) natalizio                            | Alan Ford                   | 318                 | Ottobre 1995        | | | Matteo Paganini                         | Matteo Paganini                            | Storia in bianco e nero                      |
| ?   | I tre moschettieri                                       | Alan Ford Special (serie 1) | 10                  | Ottobre 1995        | - Alan Ford Special (serie 2) n. 7 - Alan Ford n. 475 - Alan Ford n. 569 | | Paolo Piffarerio                        | ?                                          | Raffaella Secchi (solo la versione a colori) |
| 333 | Il miracolo                                              | Alan Ford                   | 319                 | Novembre 1995       | | | Dario Perucca                           | Oskar                                      | Storia in bianco e nero                      |
| 334 | Burlesque                                                | Alan Ford                   | 320                 | Dicembre 1995       | | | Dario Perucca                           | Matteo Paganini                            | Storia in bianco e nero                      |
| 335 | The Mauritz Trippazza show                               | Alan Ford                   | 321                 | Gennaio 1996        | | | Dario Perucca                           | Matteo Paganini                            | Storia in bianco e nero                      |
| 336 | Un telefono per amico                                    | Alan Ford                   | 322                 | Febbraio 1996       | | | Warco                                   | Warco                                      | Storia in bianco e nero                      |
| ?   | Parabolik man                                            | Alan Ford                   | 323                 | Marzo 1996          | | | Dario Perucca                           | Matteo Paganini                            | Storia in bianco e nero                      |
| ?   | I miserabili                                             | Alan Ford Special (serie 1) | 11                  | Marzo 1996          | - Alan Ford Special (serie 2) n. 8 - Alan Ford n. 497 | | Dario Perucca                           | ?                                          | Storia in bianco e nero                      |
| 339 | Tempo irreale                                            | Alan Ford                   | 324                 | Aprile 1996         | | | Dario Perucca                           | Matteo Paganini                            | Storia in bianco e nero                      |
| ?   | Il gobbo ci riprova                                      | Alan Ford                   | 325                 | Maggio 1996         | | | Dario Perucca                           | Oskar                                      | Storia in bianco e nero                      |
| ?   | Il conte di Montecristo                                  | Alan Ford Special (serie 1) | 12                  | Maggio 1996         | - Alan Ford Special (serie 2) n. 9 - Alan Ford n. 485 | | Dario Perucca                           | ?                                          | Storia in bianco e nero                      |
| 342 | Uovo a sorpresa                                          | Alan Ford                   | 326                 | Giugno 1996         | | | Dario Perucca                           | Omar Pistolato                             | Storia in bianco e nero                      |
| ?   | Il ritorno di Arakno                                     | Alan Ford                   | 327                 | Luglio 1996         | | | Dario Perucca                           | Omar Pistolato                             | Storia in bianco e nero                      |
| ?   | Ananas                                                   | Alan Ford Special (serie 1) | 13                  | Luglio 1996         | - Alan Ford Special (serie 2) n. 10 - Alan Ford n. 494 | | Dario Perucca                           | ?                                          | Storia in bianco e nero                      |
| 345 | Nuvole                                                   | Alan Ford                   | 328                 | Agosto 1996         | | | Warco                                   | Warco                                      | Storia in bianco e nero                      |
| 346 | Il pentito                                               | Alan Ford                   | 329                 | Settembre 1996      | | | Dario Perucca                           | Omar Pistolato                             | Storia in bianco e nero                      |
| ?   | Natale al solleone                                       | Alan Ford                   | 330                 | Ottobre 1996        | | | Oskar                                   | Matteo Paganini                            | Storia in bianco e nero                      |
| ?   | Pinocchio                                                | Alan Ford Special (serie 1) | 14                  | Ottobre 1996        | - Alan Ford n. 491 - Alan Ford n. 545 | | Dario Perucca                           | ?                                          | Raffaella Secchi (solo la versione a colori) |
| 349 | Gna-Gna-Gno 2: la vendetta                               | Alan Ford                   | 331                 | Gennaio 1997        | | | Dario Perucca                           | Warco                                      | Storia in bianco e nero                      |
| 350 | Briciole                                                 | Alan Ford                   | 332                 | Febbraio 1997       | | | Warco                                   | Warco                                      | Storia in bianco e nero                      |
| ?   | Due cuori e una capanna                                  | Alan Ford                   | 332                 | Marzo 1997          | | | Dario Perucca                           | Oskar                                      | Storia in bianco e nero                      |
| ?   | Il gobbo di Notre Dame                                   | Alan Ford Special (serie 1) | 15                  | Marzo 1997          | - Alan Ford n. 426 - Alan Ford n. 426 (versione con copertina diversa) - Alan Ford n. 558 | | Dario Perucca                           | ?                                          | Raffaella Secchi (solo la versione a colori) |
| 353 | E.B.                                                     | Alan Ford                   | 334                 | Aprile 1997         | | | Dario Perucca                           | Oskar                                      | Storia in bianco e nero                      |
| ?   | Se avessi un milione                                     | Alan Ford                   | 335                 | Maggio 1997         | | | Dario Perucca                           | Warco                                      | Storia in bianco e nero                      |
| ?   | I promessi sposi                                         | Alan Ford Special (serie 1) | 16                  | Maggio 1997         | - Alan Ford n. 451 - Alan Ford n. 549 | | Dario Perucca                           | ?                                          | Raffaella Secchi (solo la versione a colori) |
| 356 | Soap opera                                               | Alan Ford                   | 336                 | Giugno 1997         | | | Dario Perucca                           | Omar Pistolato                             | Storia in bianco e nero                      |
| ?   | Sinceramente vostro Burlesque                            | Alan Ford                   | 337                 | Luglio 1997         | | | Dario Perucca                           | Oskar                                      | Storia in bianco e nero                      |
| ?   | B.B.Q.                                                   | Alan Ford Special (serie 1) | 17                  | Luglio 1997         | - Alan Ford n. 494 | | Dario Perucca                           | ?                                          | Storia in bianco e nero                      |
| 359 | Volo USAF 317                                            | Alan Ford                   | 338                 | Agosto 1997         | | | Dario Perucca                           | Oskar                                      | Storia in bianco e nero                      |
| 360 | Il grande Panzarotti                                     | Alan Ford                   | 339                 | Settembre 1997      | | | Dario Perucca                           | Omar Pistolato                             | Storia in bianco e nero                      |
| ?   | Handicap                                                 | Alan Ford                   | 340                 | Ottobre 1997        | | | Dario Perucca                           | Oskar                                      | Storia in bianco e nero                      |
| ?   | Moby Dick                                                | Alan Ford Special (serie 1) | 18                  | Ottobre 1997        | - Alan Ford n. 439 - Alan Ford n. 563 | - In questa storia c'è un cameo di Braccio di Ferro e Olivia.                                                       | Dario Perucca                           | ?                                          | Raffaella Secchi (solo la versione a colori) |
| 363 | Votate Tromb e sarete trombati                           | Alan Ford                   | 341                 | Novembre 1997       | | | Dario Perucca                           | Oskar                                      | Storia in bianco e nero                      |
| 364 | La rapina di Natale                                      | Alan Ford                   | 342                 | Dicembre 1997       | | | Warco                                   | Warco                                      | Storia in bianco e nero                      |
| 365 | 31 dicembre 2097                                         | Alan Ford                   | 343                 | Gennaio 1998        | | | Dario Perucca                           | Oskar                                      | Storia in bianco e nero                      |
| 366 | Gratta e scappa                                          | Alan Ford                   | 344                 | Febbraio 1998       | | | Dario Perucca                           | Oskar                                      | Storia in bianco e nero                      |
| 367 | I delitti della Via Morgue                               | Alan Ford Special (serie 1) | 19                  | Marzo 1998          | - Alan Ford Special (2003) n. 1 - Alan Ford n. 489 - Alan Ford n. 532 | | Dario Perucca                           | ?                                          | ? (solo la versione a colori)                |
| 368 | www.Trippazza.trip                                       | Alan Ford                   | 346                 | Aprile 1998         | | | Dario Perucca                           | Oskar                                      | Storia in bianco e nero                      |
| ?   | Preso in castagna!                                       | Alan Ford                   | 347                 | Maggio 1998         | | | Dario Perucca                           | Oskar                                      | Storia in bianco e nero                      |
| ?   | Il crimine di Lord Savile                                | Alan Ford Special (serie 1) | 20                  | Maggio 1998         | - Alan Ford Special (2003) n. 1 - Alan Ford n. 487 - Alan Ford n. 560 | | Dario Perucca                           | ?                                          | Raffaella Secchi (solo la versione a colori) |
| 371 | Supermarket                                              | Alan Ford                   | 348                 | Giugno 1998         | | | Omar Pistolato                          | Omar Pistolato                             | Storia in bianco e nero                      |
| 372 | Un tenebroso affare                                      | Alan Ford Special (serie 1) | 21                  | Luglio 1998         | - Alan Ford Special (2003) n. 2 - Alan Ford n. 479 | | Dario Perucca                           | ?                                          | Storia in bianco e nero                      |
| 373 | Oh-oh-Strabalda                                          | Alan Ford                   | 350                 | Agosto 1998         | | | Dario Perucca                           | Warco                                      | Storia in bianco e nero                      |
| 374 | Lollipop                                                 | Alan Ford                   | 351                 | Settembre 1998      | | | Omar Pistolato                          | Omar Pistolato                             | Storia in bianco e nero                      |
| ?   | Paga 2 e uccidi 3                                        | Alan Ford                   | 352                 | Ottobre 1998        | | - In questa storia c'è un cameo di Kriminal.                                                                        | Warco                                   | Warco                                      | Storia in bianco e nero                      |
| ?   | Otello                                                   | Alan Ford Special (serie 1) | 22                  | Ottobre 1998        | - Alan Ford Special (2003) n. 2 - Alan Ford n. 477 - Alan Ford n. 538 | | Dario Perucca                           | Oskar                                      | Raffaella Secchi (solo la versione a colori) |
| 377 | Striscia l'immondizia                                    | Alan Ford                   | 353                 | Novembre 1998       | | - Il titolo è una parodia di Striscia la notizia.                                                                   | Dario Perucca                           | Omar Pistolato                             | Storia in bianco e nero                      |
| 378 | Vorrei tanto ma posso poco                               | Alan Ford                   | 355                 | Gennaio 1999        | | | Warco                                   | Warco                                      | Storia in bianco e nero                      |
| 379 | Canzoni da orbi                                          | Alan Ford                   | 356                 | Febbraio 1999       | | | Dario Perucca                           | Oskar                                      | Storia in bianco e nero                      |
| 380 | Zucca illuminata                                         | Alan Ford                   | 357                 | Marzo 1999          | | | Dario Perucca                           | Oskar                                      | Storia in bianco e nero                      |
| 381 | Lo spettro di Canterville                                | Alan Ford                   | 358                 | Aprile 1999         | - Alan Ford n. 535 | | Dario Perucca                           | Oskar                                      | ? (solo la versione a colori)                |
| 382 | Numeri                                                   | Alan Ford                   | 359                 | Maggio 1999         | | | Warco                                   | Oskar                                      | Storia in bianco e nero                      |
| 383 | L'uomo invisibile                                        | Alan Ford                   | 360                 | Giugno 1999         | | | Dario Perucca                           | Omar Pistolato                             | Storia in bianco e nero                      |
| 384 | Special 30º anniversario                                 | Alan Ford Special (serie 2) | 2                   | Luglio 1999         | | | Paolo Piffarerio, Dario Perucca, Magnus | ?                                          | ?                                            |
| 385 | Banderas Carreras                                        | Alan Ford                   | 362                 | Agosto 1999         | | | Dario Perucca                           | Oskar                                      | Storia in bianco e nero                      |
| 386 | Un fatto intrigante                                      | Alan Ford                   | 362                 | Agosto 1999         | | | Dario Perucca                           | Oskar                                      | Storia in bianco e nero                      |
| 387 | Riccardo III                                             | Alan Ford                   | 363                 | Settembre 1999      | - Alan Ford n. 572 | - In questa storia c'è un cameo di Maxmagnus.                                                                       | Dario Perucca                           | Oskar                                      | Raffaella Secchi (solo la versione a colori) |
| 388 | 7 chili in 7 ore                                         | Alan Ford                   | 364                 | Ottobre 1999        | | | Warco                                   | Warco                                      | Storia in bianco e nero                      |
| 389 | Frick                                                    | Alan Ford                   | 365                 | Novembre 1999       | | | Oskar                                   | Omar Pistolato                             | Storia in bianco e nero                      |
| 390 | Lo sciacallo                                             | Alan Ford                   | 366                 | Dicembre 1999       | | | Warco                                   | Warco                                      | Storia in bianco e nero                      |
| 391 | L'alba del nuovo millennio                               | Alan Ford                   | 367                 | Gennaio 2000        | | | Dario Perucca                           | Oskar                                      | Storia in bianco e nero                      |
| 392 | Target zero                                              | Alan Ford                   | 368                 | Febbraio 2000       | | | Warco                                   | Warco                                      | Storia in bianco e nero                      |
| 393 | Amleto                                                   | Alan Ford                   | 369                 | Marzo 2000          | - Alan Ford n. 575 | | Dario Perucca                           | Omar Pistolato                             | Storia in bianco e nero                      |
| 394 | Due camere più cucina                                    | Alan Ford                   | 370                 | Aprile 2000         | | | Dario Perucca                           | Oskar                                      | Storia in bianco e nero                      |
| 395 | L'indiziato                                              | Alan Ford                   | 371                 | Maggio 2000         | | | Warco                                   | Warco                                      | Storia in bianco e nero                      |
| 396 | Killer affittasi                                         | Alan Ford                   | 372                 | Giugno 2000         | | | Dario Perucca                           | Omar Pistolato                             | Storia in bianco e nero                      |
| 397 | Hollywood, wow!                                          | Alan Ford                   | 373                 | Luglio 2000         | | | Dario Perucca                           | Oskar                                      | Storia in bianco e nero                      |
| 398 | La notte delle stelle                                    | Alan Ford                   | 373                 | Luglio 2000         | | | Dario Perucca                           | Oskar                                      | Storia in bianco e nero                      |
| 399 | Minga e Manga                                            | Alan Ford                   | 374                 | Agosto 2000         | | | Dario Perucca                           | Omar Pistolato                             | Storia in bianco e nero                      |
| 400 | Sayonara                                                 | Alan Ford                   | 374                 | Agosto 2000         | | | Dario Perucca                           | Omar Pistolato                             | Storia in bianco e nero                      |
| 401 | Berto e Berta alla riscossa                              | Alan Ford                   | 375                 | Settembre 2000      | | | Warco                                   | Warco                                      | Storia in bianco e nero                      |
| 402 | L'anima gemella                                          | Alan Ford                   | 376                 | Ottobre 2000        | | | Omar Pistolato                          | Omar Pistolato                             | Storia in bianco e nero                      |
| 403 | O' core mio!                                             | Alan Ford                   | 377                 | Novembre 2000       | | | Dario Perucca                           | Omar Pistolato                             | Storia in bianco e nero                      |
| 404 | Hackers                                                  | Alan Ford                   | 378                 | Dicembre 2000       | | | Warco                                   | Warco                                      | Storia in bianco e nero                      |
| 405 | Week-end                                                 | Alan Ford                   | 379                 | Gennaio 2001        | | | Omar Pistolato                          | Omar Pistolato                             | Storia in bianco e nero                      |
| 406 | Slalom                                                   | Alan Ford                   | 380                 | Febbraio 2001       | | | Dario Perucca                           | Oskar                                      | Storia in bianco e nero                      |
| 407 | Gelato gusto branzino                                    | Alan Ford                   | 381                 | Marzo 2001          | | | Omar Pistolato                          | Omar Pistolato                             | Storia in bianco e nero                      |
| 408 | TNT: la nascita                                          | Alan Ford                   | 382                 | Aprile 2001         | | | Dario Perucca                           | Oskar                                      | Storia in bianco e nero                      |
| 409 | Dimensione "XL"                                          | Alan Ford                   | 383                 | Maggio 2001         | | | Dario Perucca                           | Omar Pistolato                             | Storia in bianco e nero                      |
| 410 | Il presidente è impazzito                                | Alan Ford                   | 384                 | Giugno 2001         | | | Dario Perucca                           | Oskar                                      | Storia in bianco e nero                      |
| 411 | Mi gioco tutto alla roulette                             | Alan Ford                   | 385                 | Luglio 2001         | | | Dario Perucca                           | Omar Pistolato                             | Storia in bianco e nero                      |
| 412 | The Burlesque TV show                                    | Alan Ford                   | 386                 | Agosto 2001         | | | Dario Perucca                           | Oskar                                      | Storia in bianco e nero                      |
| 413 | Spot                                                     | Alan Ford                   | 386                 | Agosto 2001         | | | Dario Perucca                           | Oskar                                      | Storia in bianco e nero                      |
| 414 | Storie d'altri tempi                                     | Alan Ford                   | 387                 | Settembre 2001      | | - Questa storia è lunga il doppio delle altre.                                                                      | Dario Perucca                           | Omar Pistolato                             | Storia in bianco e nero                      |
| 415 | Ritorno alla dimensione XL                               | Alan Ford                   | 388                 | Ottobre 2001        | | | Dario Perucca                           | Oskar                                      | Storia in bianco e nero                      |
| 416 | La bomba F.D.M.                                          | Alan Ford                   | 389                 | Novembre 2001       | | | Dario Perucca                           | Omar Pistolato                             | Storia in bianco e nero                      |
| 417 | Neve, nave, nove                                         | Alan Ford                   | 390                 | Dicembre 2001       | | | Dario Perucca                           | Oskar                                      | Storia in bianco e nero                      |
| 418 | Cogito ergo sum                                          | Alan Ford                   | 391                 | Gennaio 2002        | | | Omar Pistolato                          | Omar Pistolato                             | Storia in bianco e nero                      |
| 419 | Dite la vostra                                           | Alan Ford                   | 392                 | Febbraio 2002       | | | Dario Perucca                           | Oskar                                      | Storia in bianco e nero                      |
| 420 | Io morto, tu morto, egli morto                           | Alan Ford                   | 393                 | Marzo 2002          | | | Dario Perucca                           | Oskar                                      | Storia in bianco e nero                      |
| 421 | Bingo!                                                   | Alan Ford                   | 394                 | Aprile 2002         | | | Omar Pistolato                          | Omar Pistolato                             | Storia in bianco e nero                      |
| 422 | Omicidi a estrazione                                     | Alan Ford                   | 395                 | Maggio 2002         | | | Oskar                                   | Oskar                                      | Storia in bianco e nero                      |
| 423 | Il nuovo Anten-Man                                       | Alan Ford                   | 396                 | Giugno 2002         | | | Oskar                                   | Oskar                                      | Storia in bianco e nero                      |
| 424 | Oh mio Dio                                               | Alan Ford                   | 397                 | Luglio 2002         | | | Dario Perucca                           | Oskar                                      | Storia in bianco e nero                      |
| 425 | Fate l'amore con..                                       | Alan Ford                   | 398                 | Agosto 2002         | - Alan Ford Special (2007) n. 1 | | Dario Perucca                           | Oskar                                      | Storia in bianco e nero                      |
| 426 | Tempi andati                                             | Alan Ford                   | 399                 | Settembre 2002      | | | Omar Pistolato                          | Omar Pistolato                             | Storia in bianco e nero                      |
| 427 | Festa al castello                                        | Alan Ford                   | 400                 | Ottobre 2002        | | | Dario Perucca                           | Oskar                                      | Storia in bianco e nero                      |
| 428 | La ganga del voyeur                                      | Alan Ford                   | 401                 | Novembre 2002       | | | Dario Perucca                           | Oskar                                      | Storia in bianco e nero                      |
| 429 | Scherzo di Natale                                        | Alan Ford                   | 402                 | Dicembre 2002       | | | Omar Pistolato                          | Omar Pistolato                             | Storia in bianco e nero                      |
| 430 | La vedova dall'oltretomba                                | Alan Ford                   | 403                 | Gennaio 2003        | | | Dario Perucca                           | Omar Pistolato                             | Storia in bianco e nero                      |
| 431 | Enrika colpisce ancora                                   | Alan Ford                   | 404                 | Febbraio 2003       | | | Dario Perucca                           | Omar Pistolato                             | Storia in bianco e nero                      |
| 432 | ?                                                        | Alan Ford                   | 405                 | Marzo 2003          | | | Dario Perucca                           | Oskar                                      | Storia in bianco e nero                      |
| 433 | L'anello di Insciallà                                    | Alan Ford                   | 406                 | Aprile 2003         | | | Omar Pistolato                          | Omar Pistolato                             | Storia in bianco e nero                      |
| 434 | L'ultimo film di Bill Mikowsky                           | Alan Ford                   | 407                 | Maggio 2003         | | | Dario Perucca                           | Oskar                                      | Storia in bianco e nero                      |
| 435 | Il mio nome è Font, Alex Font                            | Alan Ford                   | 408                 | Giugno 2003         | | | Dario Perucca                           | Oskar                                      | Storia in bianco e nero                      |
| 436 | La morte invita...                                       | Alan Ford                   | 409                 | Luglio 2003         | | | Dario Perucca                           | Omar Pistolato                             | Storia in bianco e nero                      |
| 437 | Agenzia viaggi Shirley                                   | Alan Ford                   | 410                 | Agosto 2003         | | | Dario Perucca                           | Oskar                                      | Storia in bianco e nero                      |
| 438 | Il redentore                                             | Alan Ford                   | 411                 | Settembre 2003      | | | Dario Perucca                           | Oskar                                      | Storia in bianco e nero                      |
| 439 | Fiction                                                  | Alan Ford                   | 412                 | Ottobre 2003        | | | Dario Perucca                           | Omar Pistolato                             | Storia in bianco e nero                      |
| 440 | Lo staff ad hoc                                          | Alan Ford                   | 413                 | Novembre 2003       | | | Oskar                                   | Oskar                                      | Storia in bianco e nero                      |
| 441 | Bon-bon                                                  | Alan Ford                   | 414                 | Dicembre 2003       | | | Dario Perucca                           | Oskar                                      | Storia in bianco e nero                      |
| 442 | Ars, artis                                               | Alan Ford                   | 415                 | Gennaio 2004        | | | Dario Perucca                           | Omar Pistolato                             | Storia in bianco e nero                      |
| 443 | Il miagolio della tigre                                  | Alan Ford                   | 416                 | Febbraio 2004       | | | Dario Perucca                           | Oskar                                      | Storia in bianco e nero                      |
| 444 | Il mistero dei tre???                                    | Alan Ford                   | 417                 | Marzo 2004          | - Alan Ford n. 444 (versione con copertina diversa) | | Dario Perucca                           | Omar Pistolato                             | Storia in bianco e nero                      |
| 445 | Grandine                                                 | Alan Ford                   | 418                 | Aprile 2004         | - Alan Ford n. 445 (versione con copertina diversa) | | Dario Perucca                           | Omar Pistolato                             | Storia in bianco e nero                      |
| 446 | L'assassino ha lasciato le sue impronte                  | Alan Ford                   | 419                 | Maggio 2004         | | | Dario Perucca                           | Omar Pistolato                             | Storia in bianco e nero                      |
| 447 | Ra-ta-ta-ta-ta                                           | Alan Ford                   | 420                 | Giugno 2004         | | | Dario Perucca                           | Omar Pistolato                             | Storia in bianco e nero                      |
| 448 | Alcatraz                                                 | Alan Ford                   | 421                 | Luglio 2004         | | | Dario Perucca                           | Oskar                                      | Storia in bianco e nero                      |
| 449 | Pirati, all'attaccooo!!!                                 | Alan Ford                   | 422                 | Agosto 2004         | | | Dario Perucca                           | Omar Pistolato                             | Storia in bianco e nero                      |
| 450 | Tre minuti di celebrità                                  | Alan Ford                   | 423                 | Settembre 2004      | | | Dario Perucca                           | Omar Pistolato                             | Storia in bianco e nero                      |
| 451 | Pax vobis                                                | Alan Ford                   | 424                 | Ottobre 2004        | | | Dario Perucca                           | Oskar                                      | Storia in bianco e nero                      |
| 452 | La cavia                                                 | Alan Ford                   | 425                 | Novembre 2004       | - Alan Ford n. 425 (versione con copertina diversa) | | Dario Perucca                           | Omar Pistolato                             | Storia in bianco e nero                      |
| 453 | La maledizione della luna verde mela                     | Alan Ford                   | 427                 | Gennaio 2005        | | | Dario Perucca                           | Omar Pistolato                             | Storia in bianco e nero                      |
| 454 | Il presagio                                              | Alan Ford                   | 428                 | Febbraio 2005       | | | Dario Perucca                           | Omar Pistolato                             | Storia in bianco e nero                      |
| 455 | Un giorno nuovo                                          | Alan Ford                   | 429                 | Marzo 2005          | | - Prima apparizione di Minuette.                                                                                    | Dario Perucca                           | Omar Pistolato                             | Storia in bianco e nero                      |
| 456 | Un giallo da risolvere                                   | Alan Ford                   | 430                 | Aprile 2005         | | | Dario Perucca                           | Omar Pistolato                             | Storia in bianco e nero                      |
| 457 | Il mondo di Alan Font                                    | Alan Ford                   | 431                 | Maggio 2005         | | | Dario Perucca                           | Omar Pistolato                             | Storia in bianco e nero                      |
| 458 | Puzzle                                                   | Alan Ford                   | 432                 | Giugno 2005         | - Alan Ford n. 432 (versione con copertina diversa) | | Dario Perucca                           | Luca Montagliani                           | Storia in bianco e nero                      |
| 459 | Il minuetto di Minuette                                  | Alan Ford                   | 433                 | Luglio 2005         | | | Dario Perucca                           | Omar Pistolato                             | Storia in bianco e nero                      |
| 460 | Alla bella pizzeria                                      | Alan Ford                   | 434                 | Agosto 2005         | - Alan Ford n. 434 (versione con copertina diversa) | | Dario Perucca                           | Luca Montagliani                           | Storia in bianco e nero                      |
| 461 | Tre per uno                                              | Alan Ford                   | 435                 | Settembre 2005      | | | Dario Perucca                           | Omar Pistolato                             | Storia in bianco e nero                      |
| 462 | L'ombra di Superciuk                                     | Alan Ford                   | 436                 | Ottobre 2005        | | | Dario Perucca                           | Omar Pistolato                             | Storia in bianco e nero                      |
| 463 | Carta da macero                                          | Alan Ford                   | 437                 | Novembre 2005       | | | Dario Perucca                           | Omar Pistolato                             | Storia in bianco e nero                      |
| 464 | Dolcetti o scherzetti                                    | Alan Ford                   | 438                 | Dicembre 2005       | | | Dario Perucca                           | Omar Pistolato                             | Storia in bianco e nero                      |
| 465 | La donna del mistero                                     | Alan Ford                   | 440                 | Febbraio 2006       | | | Dario Perucca                           | Luca Montagliani                           | Storia in bianco e nero                      |
| 466 | I Bandana Rock                                           | Alan Ford                   | 441                 | Marzo 2006          | | | Dario Perucca                           | Omar Pistolato                             | Storia in bianco e nero                      |
| 467 | Qui ci vuole...Super-Strack                              | Alan Ford                   | 442                 | Aprile 2006         | | | Dario Perucca                           | Luca Montagliani                           | Storia in bianco e nero                      |
| 468 | Hollywood chiama                                         | Alan Ford                   | 443                 | Maggio 2006         | | | Dario Perucca                           | Omar Pistolato                             | Storia in bianco e nero                      |
| 469 | Operazione security                                      | Alan Ford                   | 444                 | Giugno 2006         | | | Dario Perucca                           | Omar Pistolato                             | Storia in bianco e nero                      |
| 470 | Vacanze premio                                           | Alan Ford                   | 445                 | Luglio 2006         | | | Dario Perucca                           | Omar Pistolato                             | Storia in bianco e nero                      |
| 471 | Andiamo all'opera                                        | Alan Ford                   | 446                 | Agosto 2006         | | | Dario Perucca                           | Dario Perucca                              | Storia in bianco e nero                      |
| 472 | Ancora Super-Strack                                      | Alan Ford                   | 447                 | Settembre 2006      | | | Dario Perucca                           | Omar Pistolato                             | Storia in bianco e nero                      |
| 473 | Sangue di fantasma                                       | Alan Ford                   | 448                 | Ottobre 2006        | | | Dario Perucca                           | Omar Pistolato                             | Storia in bianco e nero                      |
| 474 | Vampiri in saldo                                         | Alan Ford                   | 449                 | Novembre 2006       | | | Dario Perucca                           | Omar Pistolato                             | Storia in bianco e nero                      |
| 475 | S'inaugura il Number One                                 | Alan Ford                   | 450                 | Dicembre 2006       | | | Dario Perucca                           | Dario Perucca                              | Storia in bianco e nero                      |
| 478 | Witchcraft                                               | Alan Ford                   | 452                 | Febbraio 2007       | | - Prima apparizione di Witchcraft.                                                                                  | Dario Perucca                           | Dario Perucca                              | Storia in bianco e nero                      |
| 479 | Sulle ali delle nuvole                                   | Alan Ford                   | 453                 | Marzo 2007          | | | Omar Pistolato                          | Dario Perucca                              | Storia in bianco e nero                      |
| 480 | Grande macello nell'isola dei noiosi                     | Alan Ford                   | 454                 | Aprile 2007         | | | Dario Perucca                           | Omar Pistolato                             | Storia in bianco e nero                      |
| 481 | Una proposta stupefacente                                | Alan Ford                   | 455                 | Maggio 2007         | | | Dario Perucca                           | Omar Pistolato                             | Storia in bianco e nero                      |
| 482 | Solo per non vedenti                                     | Alan Ford                   | 456                 | Giugno 2007         | | | Dario Perucca                           | Omar Pistolato                             | Storia in bianco e nero                      |
| 483 | La banda del guercio                                     | Alan Ford                   | 457                 | Luglio 2007         | | | Dario Perucca                           | Omar Pistolato                             | Storia in bianco e nero                      |
| 484 | Hawaii                                                   | Alan Ford                   | 458                 | Agosto 2007         | | | Dario Perucca                           | Omar Pistolato                             | Storia in bianco e nero                      |
| 485 | Scacco a Strabalda                                       | Alan Ford                   | 459                 | Settembre 2007      | | | Dario Perucca                           | Omar Pistolato                             | Storia in bianco e nero                      |
| ?   | Heil Hitler                                              | Alan Ford                   | 460                 | Ottobre 2007        | | | Dario Perucca                           | Dario Perucca                              | Storia in bianco e nero                      |
| ?   | Alan Ford 500                                            | Alan Ford Special (2007)    | 1                   | Ottobre 2007        | - Alan Ford Special (2009) n. 1 - Alan Ford n. 500 | | Dario Perucca                           | Dario Perucca                              | Storia in bianco e nero                      |
| 488 | Permette? Geko Limortacci                                | Alan Ford                   | 461                 | Novembre 2007       | | | Dario Perucca                           | Omar Pistolato                             | Storia in bianco e nero                      |
| 489 | Tutti a Las Vegas                                        | Alan Ford                   | 462                 | Dicembre 2007       | | | Dario Perucca                           | Omar Pistolato                             | Storia in bianco e nero                      |
| 490 | Sole a scacchi                                           | Alan Ford                   | 463                 | Gennaio 2008        | | | Dario Perucca                           | Omar Pistolato                             | Storia in bianco e nero                      |
| 491 | Una donna senza memoria                                  | Alan Ford                   | 464                 | Febbraio 2008       | | | Dario Perucca                           | Omar Pistolato                             | Storia in bianco e nero                      |
| 492 | Il vedovo allegro                                        | Alan Ford                   | 465                 | Marzo 2008          | | | Dario Perucca                           | Omar Pistolato                             | Storia in bianco e nero                      |
| 493 | Il diario di Lulu Bell                                   | Alan Ford                   | 466                 | Aprile 2008         | | | Dario Perucca                           | Omar Pistolato                             | Storia in bianco e nero                      |
| 494 | C'è un traditore tra noi                                 | Alan Ford                   | 467                 | Maggio 2008         | | | Dario Perucca                           | Omar Pistolato                             | Storia in bianco e nero                      |
| 495 | Un caso dannatamente intricato                           | Alan Ford                   | 468                 | Giugno 2008         | | | Dario Perucca                           | Omar Pistolato                             | Storia in bianco e nero                      |
| 496 | Tutti al mare?                                           | Alan Ford                   | 469                 | Luglio 2008         | | | Dario Perucca                           | Omar Pistolato                             | Storia in bianco e nero                      |
| 498 | Tutti ai monti!                                          | Alan Ford                   | 470                 | Agosto 2008         | | | Dario Perucca                           | Omar Pistolato                             | Storia in bianco e nero                      |
| 499 | La minaccia di Super-Strak                               | Alan Ford                   | 471                 | Settembre 2008      | | | Dario Perucca                           | Omar Pistolato                             | Storia in bianco e nero                      |
| 500 | L'affaire Super-Strak                                    | Alan Ford                   | 472                 | Ottobre 2008        | | | Dario Perucca                           | Omar Pistolato                             | Storia in bianco e nero                      |
| 501 | Una storia mai raccontata                                | Alan Ford                   | 473                 | Novembre 2008       | | | Omar Pistolato                          | Omar Pistolato                             | Storia in bianco e nero                      |
| 502 | Do not disturb                                           | Alan Ford                   | 474                 | Dicembre 2008       | | | Dario Perucca                           | Omar Pistolato                             | Storia in bianco e nero                      |
| 503 | Meine Liebe Minuette                                     | Alan Ford                   | 475                 | Gennaio 2009        | | | Dario Perucca                           | Omar Pistolato                             | Storia in bianco e nero                      |
| 504 | Arriva Paciuliski                                        | Alan Ford                   | 476                 | Febbraio 2009       | | | Dario Perucca                           | Omar Pistolato                             | Storia in bianco e nero                      |
| 505 | Alan Ford 1000                                           | Alan Ford Special (2009)    | 1                   | Marzo 2009          | - Alan Ford n. 500 | | Dario Perucca                           | Dario Perucca                              | Storia in bianco e nero                      |
| 506 | La prima cosa da fare è uccidere tutti gli avvocati      | Alan Ford                   | 478                 | Aprile 2009         | | | Dario Perucca                           | Omar Pistolato                             | Storia in bianco e nero                      |
| 507 | Caccia al serial killer                                  | Alan Ford                   | 479                 | Maggio 2009         | | | Dario Perucca                           | Omar Pistolato                             | Storia in bianco e nero                      |
| 508 | Incubo con boato                                         | Alan Ford                   | 480                 | Giugno 2009         | | | Dario Perucca                           | Omar Pistolato                             | Storia in bianco e nero                      |
| 509 | La bisbetica domata                                      | Alan Ford                   | 481                 | Luglio 2009         | | | Dario Perucca                           | Omar Pistolato                             | Storia in bianco e nero                      |
| 510 | Iberna oggi, sveglia domani                              | Alan Ford                   | 483                 | Settembre 2009      | | | Dario Perucca                           | Omar Pistolato                             | Storia in bianco e nero                      |
| 511 | Un tocco magico                                          | Alan Ford                   | 484                 | Ottobre 2009        | | | Dario Perucca                           | Omar Pistolato                             | Storia in bianco e nero                      |
| 512 | Gingolbells                                              | Alan Ford                   | 486                 | Dicembre 2009       | | | Dario Perucca                           | Omar Pistolato                             | Storia in bianco e nero                      |
| 513 | Matrimonio tris                                          | Alan Ford                   | 487                 | Gennaio 2010        | | | Dario Perucca                           | Omar Pistolato                             | Storia in bianco e nero                      |
| 514 | E adesso povero Grunf?                                   | Alan Ford                   | 488                 | Febbraio 2010       | | | Omar Pistolato                          | Omar Pistolato                             | Storia in bianco e nero                      |
| 515 | A tutto rock                                             | Alan Ford                   | 490                 | Aprile 2010         | | | Dario Perucca                           | Omar Pistolato                             | Storia in bianco e nero                      |
| 516 | Come ai vecchi tempi                                     | Alan Ford                   | 491                 | Maggio 2010         | | | Dario Perucca                           | Omar Pistolato                             | Storia in bianco e nero                      |
| 517 | La seconda cosa da fare è uccidere tutti i medici        | Alan Ford                   | 492                 | Giugno 2010         | | | Dario Perucca                           | Dario Perucca                              | Storia in bianco e nero                      |
| 518 | Una gita sul lago                                        | Alan Ford                   | 493                 | Luglio 2010         | | | Dario Perucca                           | Omar Pistolato                             | Storia in bianco e nero                      |
| 519 | L'enigma del monile di latta                             | Alan Ford                   | 495                 | Settembre 2010      | - Alan Ford n.496 (solo la tavola 118) | | Dario Perucca                           | Omar Pistolato                             | Storia in bianco e nero                      |
| 520 | Tre gocce di Superciuck                                  | Alan Ford                   | 496                 | Ottobre 2010        | | | Dario Perucca                           | Dario Perucca                              | Storia in bianco e nero                      |
| 521 | Delitti nella cattedrale                                 | Alan Ford                   | 498                 | Dicembre 2010       | | | Dario Perucca                           | Matteo Paganini                            | Storia in bianco e nero                      |
| 522 | Una ricca eredità                                        | Alan Ford                   | 499                 | Gennaio 2011        | | | Dario Perucca                           | Omar Pistolato                             | Storia in bianco e nero                      |
| 523 | Da Marte con furore                                      | Alan Ford                   | 501                 | Marzo 2011          | | | Dario Perucca                           | Omar Pistolato                             | Storia in bianco e nero                      |
| 524 | Il mistero delle due dimensioni                          | Alan Ford                   | 502                 | Aprile 2011         | | | Dario Perucca                           | Omar Pistolato                             | Storia in bianco e nero                      |
| 525 | Best seller                                              | Alan Ford                   | 503                 | Maggio 2011         | | | Dario Perucca                           | Omar Pistolato                             | Storia in bianco e nero                      |
| 526 | Luna di miele agra                                       | Alan Ford                   | 504                 | Giugno 2011         | | | Dario Perucca                           | Omar Pistolato                             | Storia in bianco e nero                      |
| 527 | Missione sssegretissima                                  | Alan Ford                   | 505                 | Luglio 2011         | | | Dario Perucca                           | Omar Pistolato                             | Storia in bianco e nero                      |
| 528 | La patente                                               | Alan Ford                   | 506                 | Agosto 2011         | | | Dario Perucca                           | Dario Perucca                              | Storia in bianco e nero                      |
| 529 | Il tesoro dei Magnaben                                   | Alan Ford                   | 507                 | Settembre 2011      | | | Dario Perucca                           | Omar Pistolato                             | Storia in bianco e nero                      |
| 530 | Omicidio su commissione                                  | Alan Ford                   | 508                 | Ottobre 2011        | | | Dario Perucca                           | Omar Pistolato                             | Storia in bianco e nero                      |
| 531 | Tutto in ordine                                          | Alan Ford                   | 509                 | Novembre 2011       | | | Dario Perucca                           | Omar Pistolato                             | Storia in bianco e nero                      |
| 532 | Il ritratto di Dorian Gray                               | Alan Ford                   | 510                 | Dicembre 2011       | | | Dario Perucca                           | Omar Pistolato                             | Storia in bianco e nero                      |
| 533 | Non è successo niente                                    | Alan Ford                   | 511                 | Gennaio 2012        | | | Dario Perucca                           | Dario Perucca                              | Storia in bianco e nero                      |
| 534 | La terza cosa da fare è uccidere tutti i commercialisti  | Alan Ford                   | 512                 | Febbraio 2012       | | | Dario Perucca                           | Omar Pistolato                             | Storia in bianco e nero                      |
| 535 | Un suicidio sospetto                                     | Alan Ford                   | 513                 | Marzo 2012          | | | Dario Perucca                           | Omar Pistolato                             | Storia in bianco e nero                      |
| 536 | Un amore di gatto                                        | Alan Ford                   | 514                 | Aprile 2012         | | | Dario Perucca                           | Omar Pistolato                             | Storia in bianco e nero                      |
| 537 | Sorpresa!!                                               | Alan Ford                   | 515                 | Maggio 2012         | | | Dario Perucca                           | Omar Pistolato                             | Storia in bianco e nero                      |
| 538 | Vacanze tra le nuvole                                    | Alan Ford                   | 519                 | Settembre 2012      | | | Dario Perucca                           | Dario Perucca                              | Storia in bianco e nero                      |
| 539 | Nel pallone                                              | Alan Ford                   | 520                 | Ottobre 2012        | | | Dario Perucca                           | Dario Perucca                              | Storia in bianco e nero                      |
| 540 | Sogno di tante notti di quasi inverno                    | Alan Ford                   | 521                 | Novembre 2012       | | | Dario Perucca                           | Gian Luca Spampinato                       | Storia in bianco e nero                      |
| 541 | Vampireide                                               | Alan Ford                   | 524                 | Febbraio 2013       | | | Dario Perucca                           | Dario Perucca                              | Storia in bianco e nero                      |
| 542 | Alez Alan                                                | Alan Ford                   | 525                 | Marzo 2013          | | | Dario Perucca                           | Dario Perucca                              | Storia in bianco e nero                      |
| 543 | Intrigo a Parigi                                         | Alan Ford                   | 526                 | Aprile 2013         | | | Dario Perucca                           | Dario Perucca                              | Storia in bianco e nero                      |
| 544 | Minuette è morta?                                        | Alan Ford                   | 527                 | Maggio 2013         | | | Dario Perucca                           | Dario Perucca                              | Storia in bianco e nero                      |
| 545 | Tutto all'aria                                           | Alan Ford                   | 529                 | Luglio 2013         | | | Dario Perucca                           | Dario Perucca                              | Storia in bianco e nero                      |
| 546 | Chi li ha visti?                                         | Alan Ford                   | 530                 | Agosto 2013         | | | Dario Perucca                           | Dario Perucca                              | Storia in bianco e nero                      |
| 547 | La baronessa Von Strascen                                | Alan Ford                   | 531                 | Settembre 2013      | | | Dario Perucca                           | Dario Perucca                              | Storia in bianco e nero                      |
| 548 | Canta che ti passa                                       | Alan Ford                   | 533                 | Novembre 2013       | | | Dario Perucca                           | Dario Perucca                              | Storia in bianco e nero                      |
| 549 | Uno strano rapimento                                     | Alan Ford                   | 534                 | Dicembre 2013       | | | Dario Perucca                           | Dario Perucca                              | Storia in bianco e nero                      |
| 550 | Guai a catena                                            | Alan Ford                   | 536                 | Febbraio 2014       | | | Dario Perucca                           | Dario Perucca                              | Storia in bianco e nero                      |
| 551 | Che fine ha fatto Guido Grugnito?                        | Alan Ford                   | 537                 | Marzo 2014          | | | Luka Bonardi                            | Luka Bonardi                               | Storia in bianco e nero                      |
| 552 | Un destino bislacco                                      | Alan Ford                   | 539                 | Maggio 2014         | | | Dario Perucca                           | Dario Perucca                              | Storia in bianco e nero                      |
| 553 | La banda dei brutti                                      | Alan Ford                   | 540                 | Giugno 2014         | | | Dario Perucca                           | Dario Perucca                              | Storia in bianco e nero                      |
| 554 | S.O.S. vampiri                                           | Alan Ford                   | 541                 | Luglio 2014         | | | Dario Perucca                           | Dario Perucca                              | Storia in bianco e nero                      |
| 555 | Vampiri alla riscossa!                                   | Alan Ford                   | 542                 | Agosto 2014         | | | Dario Perucca                           | Dario Perucca                              | Storia in bianco e nero                      |
| 556 | Vampiri in città                                         | Alan Ford                   | 543                 | Settembre 2014      | | | Dario Perucca                           | Dario Perucca                              | Storia in bianco e nero                      |
| 557 | Arriva il Papa                                           | Alan Ford                   | 544                 | Ottobre 2014        | | | Dario Perucca                           | Dario Perucca                              | Storia in bianco e nero                      |
| 558 | Soccer                                                   | Alan Ford                   | 546                 | Dicembre 2014       | | | Dario Perucca                           | Dario Perucca                              | Storia in bianco e nero                      |
| 559 | L'assassino delle carrozzelle                            | Alan Ford                   | 547                 | Gennaio 2015        | | | Luka Bonardi                            | Luka Bonardi                               | Storia in bianco e nero                      |
| 560 | Quando gli hot dog si chiamavano Frankfurter             | Alan Ford                   | 548                 | Febbraio 2015       | | | Dario Perucca                           | Dario Perucca                              | Storia in bianco e nero                      |
| 561 | Wunderbar                                                | Alan Ford                   | 550                 | 24 marzo 2015       | | | Dario Perucca                           | Dario Perucca                              | Storia in bianco e nero                      |
| 561 | Predizione angosciosa                                    | Alan Ford                   | 551                 | 23 aprile 2015      | | | Dario Perucca                           | Dario Perucca                              | Storia in bianco e nero                      |
| 565 | Il rapimento del Numero Uno                              | Alan Ford                   | 552                 | 23 maggio 2015      | | | Luka Bonardi                            | Luka Bonardi                               | Storia in bianco e nero                      |
| 566 | Long-Life                                                | Alan Ford                   | 553                 | 24 giugno 2015      | | | Dario Perucca                           | Dario Perucca                              | Storia in bianco e nero                      |
| 567 | Long-Life - 2ª parte                                     | Alan Ford                   | 554                 | 24 luglio 2015      | | | Dario Perucca                           | Dario Perucca                              | Storia in bianco e nero                      |
| 568 | Hotel zero stelle                                        | Alan Ford                   | 556                 | 24 settembre 2015   | | | Dario Perucca                           | Dario Perucca                              | Storia in bianco e nero                      |
| 569 | Il complotto                                             | Alan Ford                   | 557                 | 24 ottobre 2015     | | | Dario Perucca                           | Dario Perucca                              | Storia in bianco e nero                      |
| 570 | La quarta cosa da fare è uccidere tutti gli assicuratori | Alan Ford                   | 559                 | 22 dicembre 2015    | | | Dario Perucca                           | Dario Perucca                              | Storia in bianco e nero                      |
| 571 | Coiffeur pour dames                                      | Alan Ford                   | 561                 | 24 febbraio 2016    | | | Dario Perucca                           | Dario Perucca                              | Storia in bianco e nero                      |
| 572 | Riccioli                                                 | Alan Ford                   | 562                 | 24 marzo 2016       | | | Dario Perucca                           | Dario Perucca                              | Storia in bianco e nero                      |
| 573 | Il ritorno                                               | Alan Ford                   | 564                 | 24 maggio 2016      | | | Dario Perucca                           | Dario Perucca                              | Storia in bianco e nero                      |
| 574 | La nuova baronessa                                       | Alan Ford                   | 565                 | 24 giugno 2016      | | | Dario Perucca                           | Dario Perucca                              | Storia in bianco e nero                      |
| 575 | Il gusto del potere                                      | Alan Ford                   | 566                 | 26 luglio 2016      | | | Dario Perucca                           | Dario Perucca                              | Storia in bianco e nero                      |
| 576 | Shaira                                                   | Alan Ford                   | 568                 | 24 settembre 2016   | | | Dario Perucca                           | Dario Perucca                              | Storia in bianco e nero                      |
| 577 | Il dubbio                                                | Alan Ford                   | 570                 | 24 novembre 2016    | | | Dario Perucca                           | Dario Perucca                              | Storia in bianco e nero                      |
| 578 | Follia                                                   | Alan Ford                   | 571                 | 22 dicembre 2016    | | | Dario Perucca                           | Dario Perucca                              | Storia in bianco e nero                      |
| 579 | Pensa a tutto lui                                        | Alan Ford                   | 573                 | 24 febbraio 2017    | | | Dario Perucca                           | Dario Perucca                              |                                              |
| 580 | Ondelux                                                  | Alan Ford                   | 574                 | 24 marzo 2017       | | | Dario Perucca                           | Dario Perucca                              |                                              |
| 581 | Il gran giorno di Bob Rock                               | Alan Ford                   | 576                 | 24 maggio 2017      | | | Dario Perucca                           | Stefano Greatti                            |                                              |
| 582 | Operazione Tokio                                         | Alan Ford                   | 577                 | 24 giugno 2017      | | | Dario Perucca                           | Dario Perucca                              |                                              |
| 583 | Lo stiletto dell'imperatore                              | Alan Ford                   | 578                 | 25 luglio 2017      | | | Dario Perucca                           |                                            |                                              |
| 584 | La coppia più brutta del mondo                           | Alan Ford                   | 579                 |                     | | |                                         |                                            |                                              |

## Bob Rock
| N. | Titolo             | Prima pubblicazione | Prima pubblicazione | Prima pubblicazione | Ristampe           | Note                        | Disegni di:    | Chine di:      |
| N. | Titolo             | Testata             | N.                  | Data                | Ristampe           | Note                        | Disegni di:    | Chine di:      |
| -- | ------------------ | ------------------- | ------------------- | ------------------- | ------------------ | --------------------------- | -------------- | -------------- |
| 1  | Mai più soli       | Bob Rock            | 0                   | Gennaio 1996        |                    | - Prima storia della serie. | Omar Pistolato | ?              |
| 2  | L'eredità Rock     | Bob Rock            | 1                   | Febbraio 1996       | - Alan Ford n. 345 |                             | Dario Perucca  | Omar Pistolato |
| 3  | 45 village         | Bob Rock            | 2                   | Marzo 1996          | - Alan Ford n. 345 |                             | Dario Perucca  | Omar Pistolato |
| 4  | Al monte Rushmore  | Bob Rock            | 3                   | Aprile 1996         | - Alan Ford n. 345 |                             | Dario Perucca  | Omar Pistolato |
| 5  | La chiave di volta | Bob Rock            | 4                   | Maggio 1996         | - Alan Ford n. 345 |                             | Dario Perucca  | Omar Pistolato |